# Campeonato Brasileiro de Futebol de 2014 - Série B
A Série B do Campeonato Brasileiro de Futebol de 2014, oficialmente Brasileirão Chevrolet 2014 – Série B por motivos de patrocínio, foi a 33.ª edição da competição de futebol realizada no Brasil, equivalente à segunda divisão. Foi disputada por 20 clubes, dos quais os quatro primeiros colocados tiveram acesso à Série A de 2015 e os quatro últimos foram rebaixados à Série C de 2015.
Os jogos tiveram uma pausa durante a Copa do Mundo de 2014, que foi realizada entre junho e julho no Brasil. A competição teve dez rodadas disputadas antes da paralisação.
O acesso começou a ser definido na 34.ª rodada. Em São Luís, o Joinville confirmou o retorno a Série A, pela primeira vez desde 1987, encerrando vinte e sete anos de ausência da elite do futebol brasileiro, após derrotar o Sampaio Corrêa por 2–1. O próprio Joinville, sagrou-se campeão do torneio, na última rodada, mesmo com derrota para o Oeste por 1–0 em Itápolis. Na mesma rodada, a Ponte Preta, onze meses após ser rebaixada, também foi promovida, com a vitória por 2–0 sobre o Bragantino, fora de casa. O Vasco da Gama foi a terceira equipe a garantir o acesso, após empatar em 1–1 com o Icasa no Maracanã, pela penúltima rodada. O Avaí foi o último a garantir o acesso, com a vitória sobre o Vasco da Gama, por 1–0, na 38.ª rodada, em Florianópolis.
A cinco rodadas do fim, a primeira equipe rebaixada foi conhecida: a Portuguesa, com a derrota em Itápolis por 3–0 para o Oeste, acabou descendida à Série C 2015. Na 35.ª rodada, o Vila Nova teve a queda sacramentada com a derrota por 1–0 para o Oeste, em Goiânia. Com o empate em 1–1 com o Vasco da Gama, na penúltima rodada, o Icasa foi a terceira equipe matematicamente rebaixada. O último rebaixado foi definido apenas na última rodada: o América de Natal, goleado por 4–1 pelo Paraná, em Curitiba.

## Regulamento
Pelo nono ano consecutivo, a Série B foi disputada por 20 clubes no sistema de ida e volta por pontos corridos. Em cada turno, os times jogaram entre si uma única vez. Os jogos do primeiro turno foram realizados na mesma ordem no segundo turno, apenas com o mando de campo invertido. Não há campeões por turnos, sendo declarado campeão o time que obtiver o maior número de pontos após as 38 rodadas. Ao final, os quatro primeiros times ascenderam para a Série A de 2015, da mesma forma que os quatro últimos caíram para a Série C do ano seguinte.

### Critérios de desempate
Em caso de empate por pontos entre dois clubes, os critérios de desempate foram aplicados na seguinte ordem:
1. Número de vitórias
2. Saldo de gols
3. Gols marcados
4. Confronto direto
5. Número de cartões vermelhos
6. Número de cartões amarelos
7. Sorteio

## Participantes
| Equipe              | Cidade             | Estado | Em 2013        | Estádio (mando)  | Capacidade | Títulos        |
| ------------------- | ------------------ | ------ | -------------- | ---------------- | ---------- | -------------- |
| ABC                 | Natal              | RN     | 14.º           | Frasqueirão      | 15 082     | 0 (não possui) |
| América de Natal    | Natal              | RN     | 13.º           | Arena das Dunas  | 31 375     | 0 (não possui) |
| América Mineiro     | Belo Horizonte     | MG     | 9.º            | Independência    | 23 018     | 1 (1997)       |
| Atlético Goianiense | Goiânia            | GO     | 16.º           | Serra Dourada    | 42 000     | 0 (não possui) |
| Avaí                | Florianópolis      | SC     | 10.º           | Ressacada        | 17 826     | 0 (não possui) |
| Boa Esporte         | Varginha           | MG     | 11.º           | Melão            | 15 471     | 0 (não possui) |
| Bragantino          | Bragança Paulista  | SP     | 12.º           | Nabi Abi Chedid  | 17 022     | 1 (1989)       |
| Ceará               | Fortaleza          | CE     | 7.º            | Castelão         | 63 903     | 0 (não possui) |
| Icasa               | Juazeiro do Norte  | CE     | 5.º            | Romeirão         | 10 000     | 0 (não possui) |
| Joinville           | Joinville          | SC     | 6.º            | Arena Joinville  | 20 160     | 0 (não possui) |
| Luverdense          | Lucas do Rio Verde | MT     | 3.º (Série C)  | Passo das Emas   | 10 000     | 0 (não possui) |
| Náutico             | Recife             | PE     | 20.º (Série A) | Arena Pernambuco | 46 154     | 0 (não possui) |
| Oeste               | Itápolis           | SP     | 15.º           | Amaros           | 13 444     | 0 (não possui) |
| Paraná              | Curitiba           | PR     | 8.º            | Vila Capanema    | 17 000     | 1 (1992)       |
| Ponte Preta         | Campinas           | SP     | 19.º (Série A) | Moisés Lucarelli | 17 728     | 0 (não possui) |
| Portuguesa          | São Paulo          | SP     | 17.º (Série A) | Canindé          | 21 004     | 1 (2011)       |
| Sampaio Corrêa      | São Luís           | MA     | 2.º (Série C)  | Castelão         | 40 000     | 1 (1972)       |
| Santa Cruz          | Recife             | PE     | 1.º (Série C)  | Arruda           | 60 040     | 0 (não possui) |
| Vasco da Gama       | Rio de Janeiro     | RJ     | 18.º (Série A) | São Januário     | 24 311     | 1 (2009)       |
| Vila Nova           | Goiânia            | GO     | 4.º (Série C)  | Serra Dourada    | 42 000     | 0 (não possui) |

## Estádios

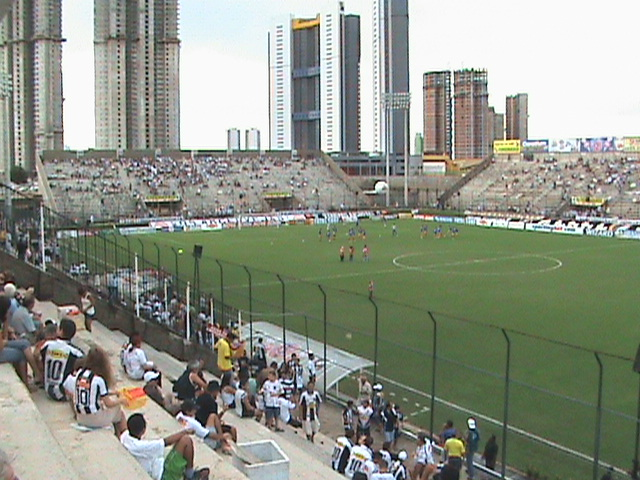
Frasqueirão
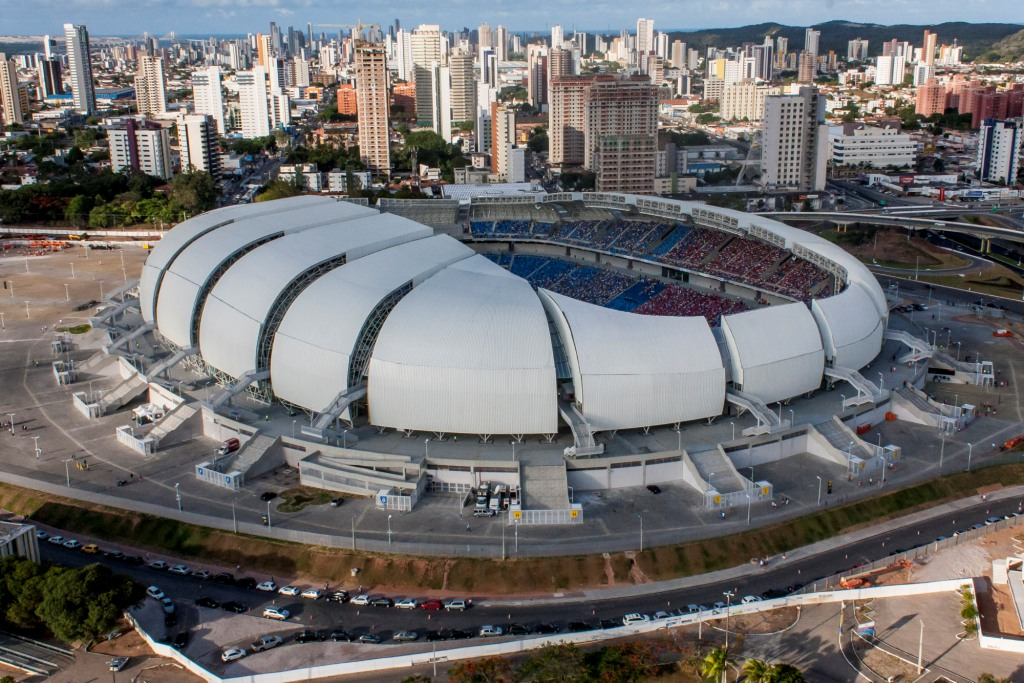
Arena das Dunas
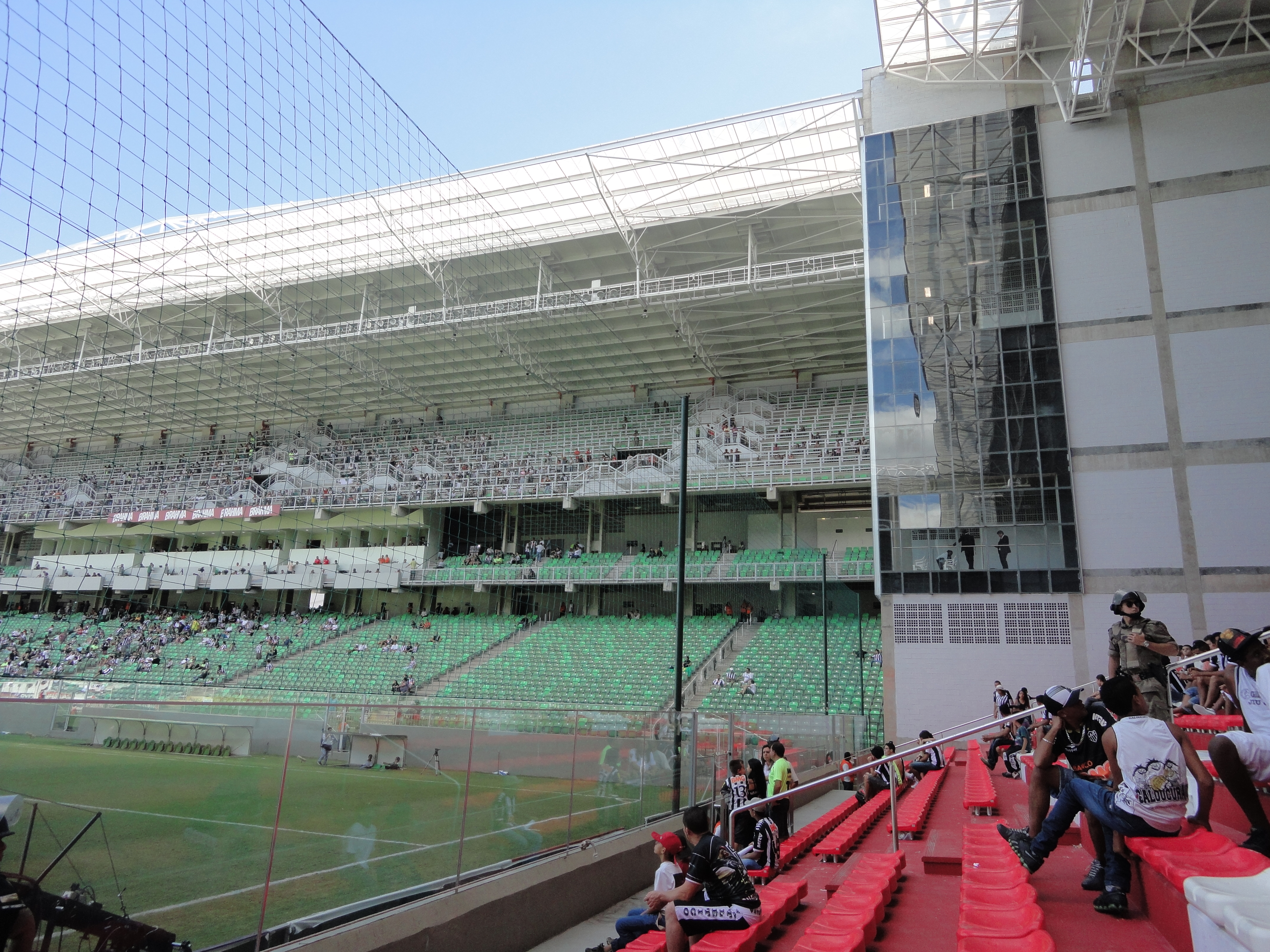
Independência
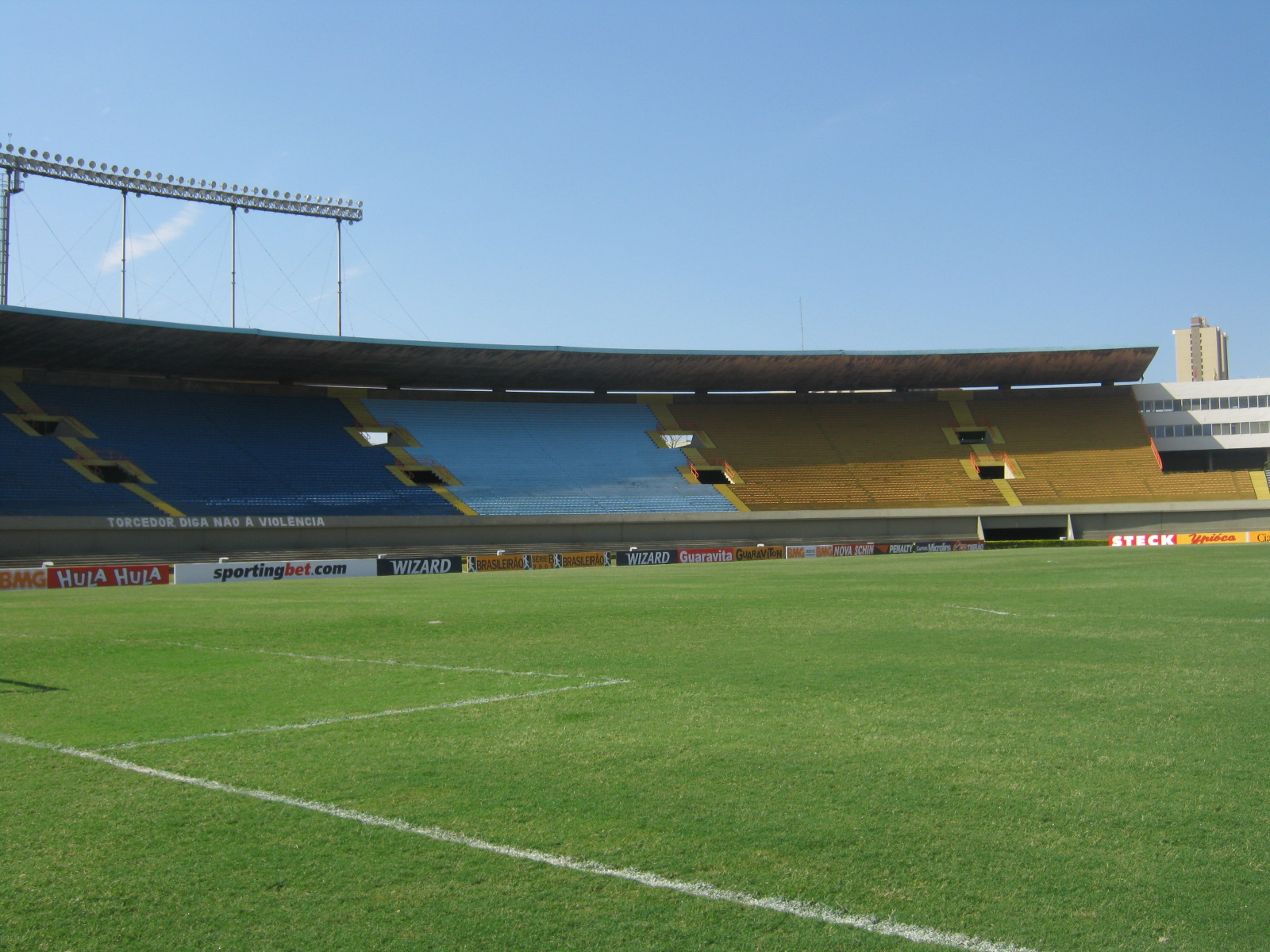
Serra Dourada
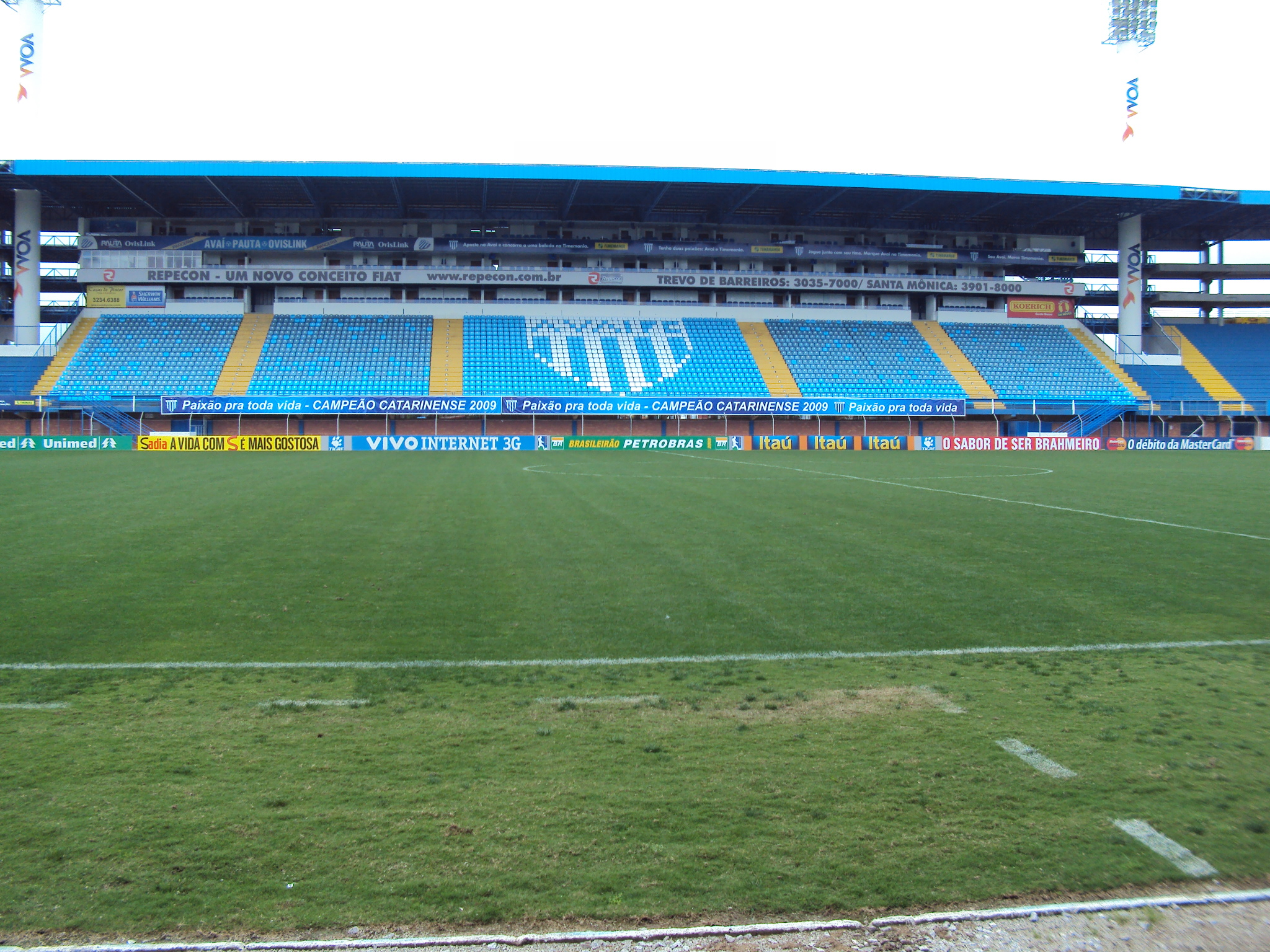
Ressacada
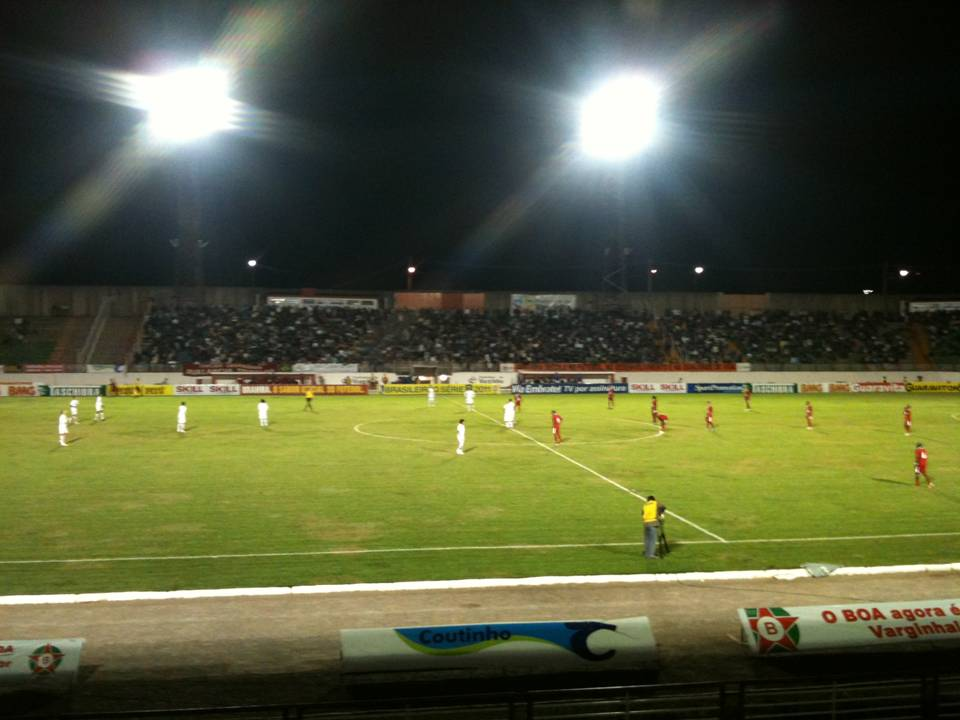
Melão
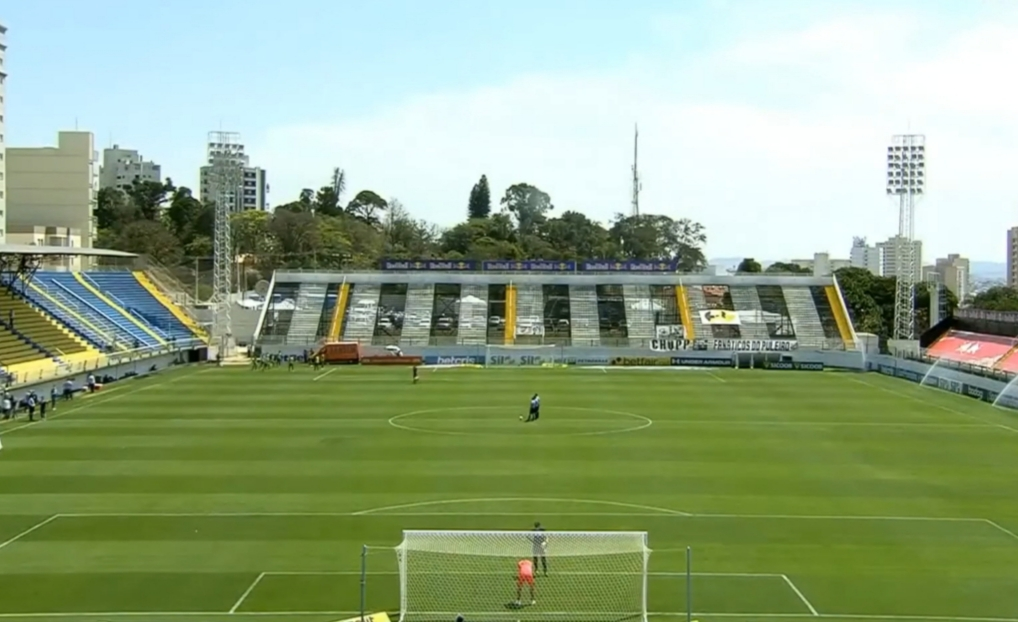
Nabi Abi Chedid
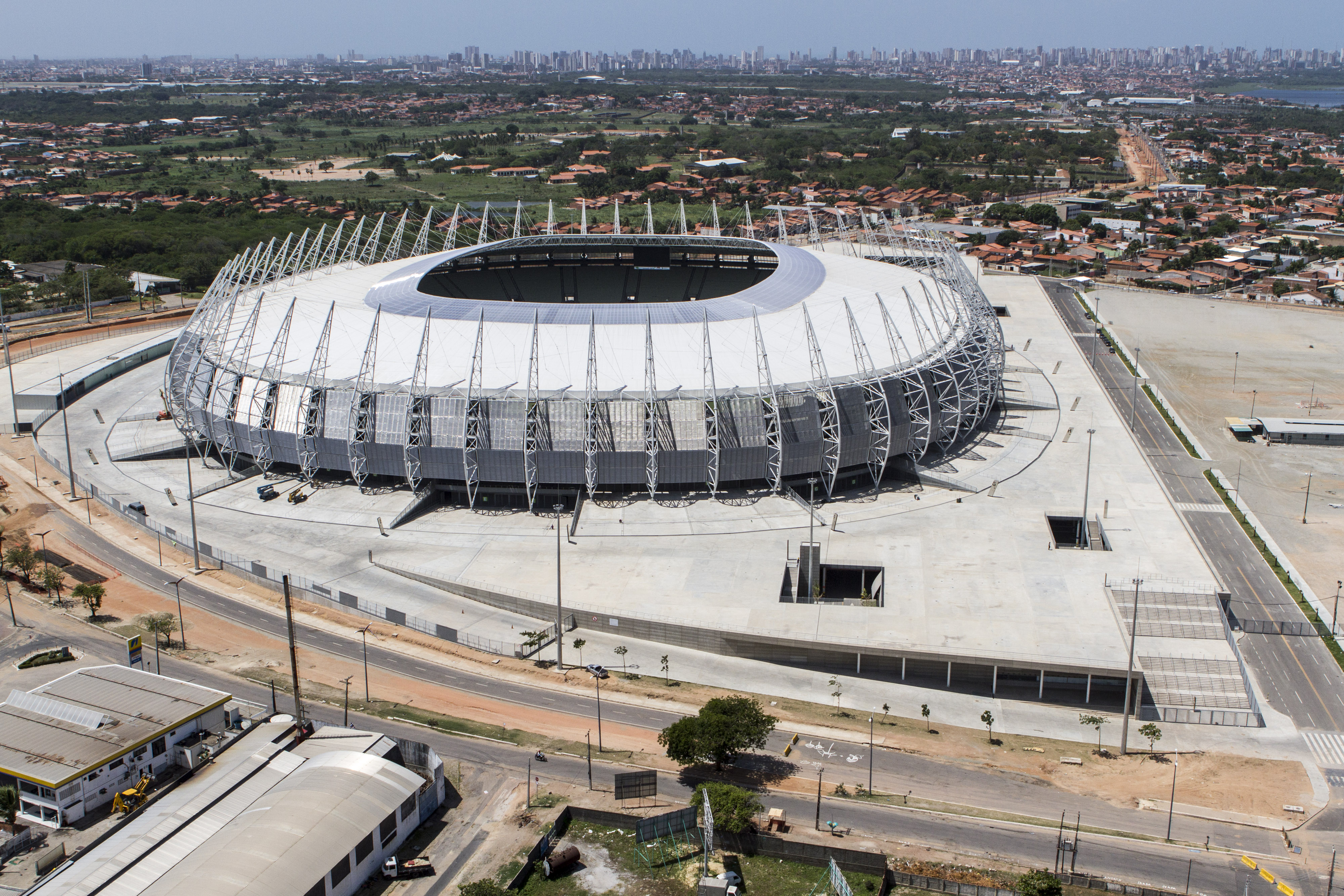
Arena Castelão
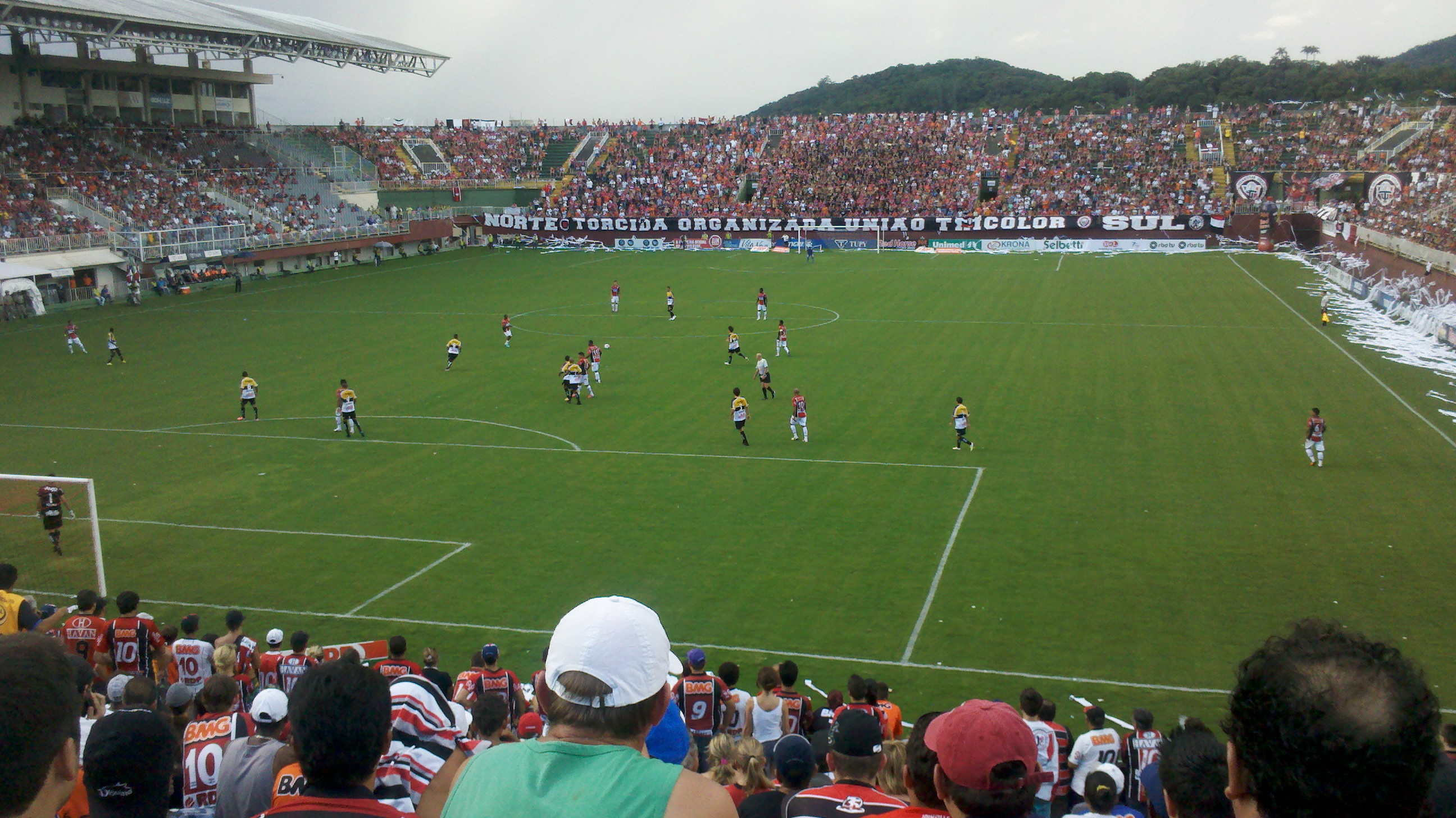
Arena Joinville
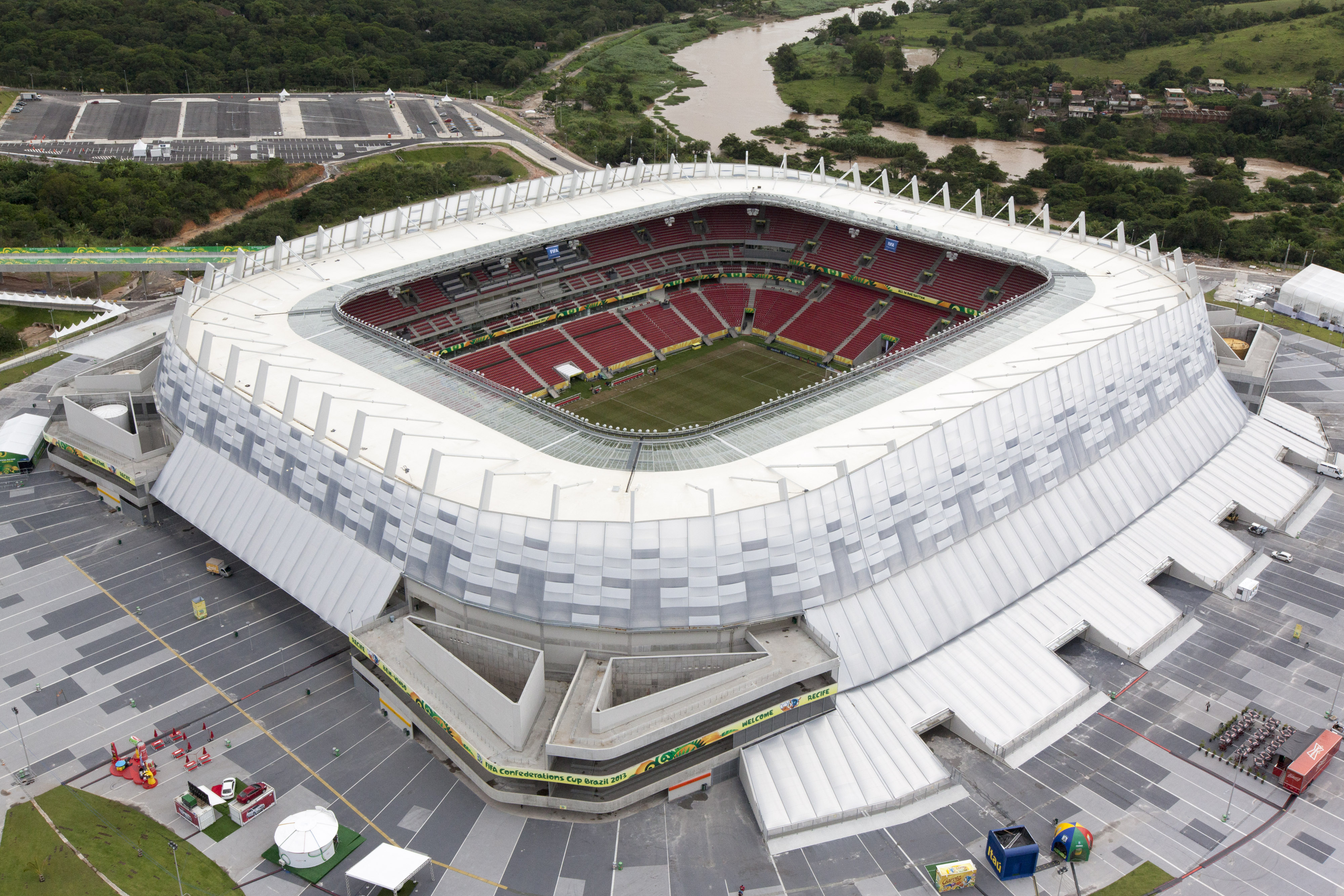
Arena Pernambuco
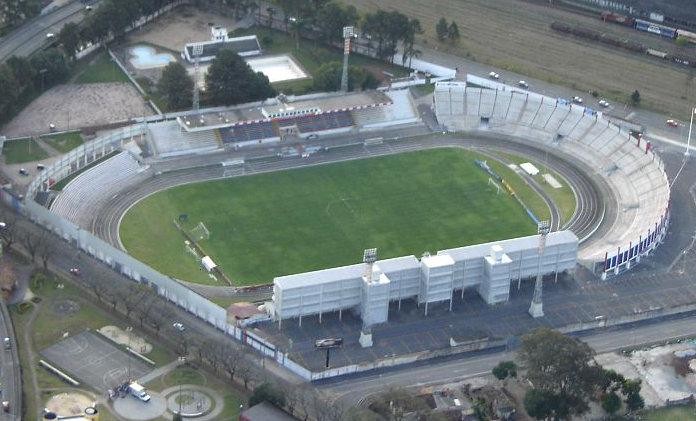
Vila Capanema
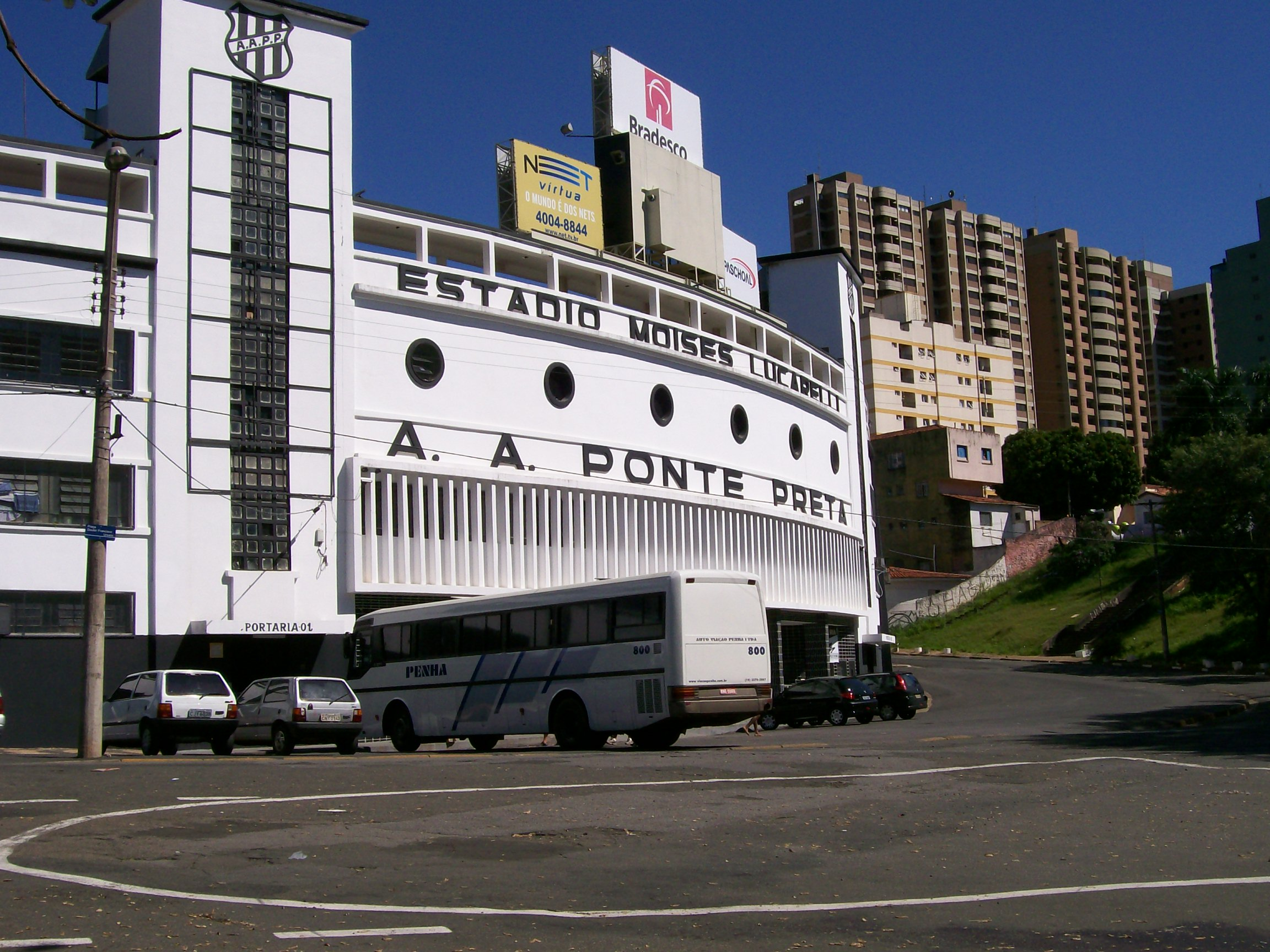
Moisés Lucarelli
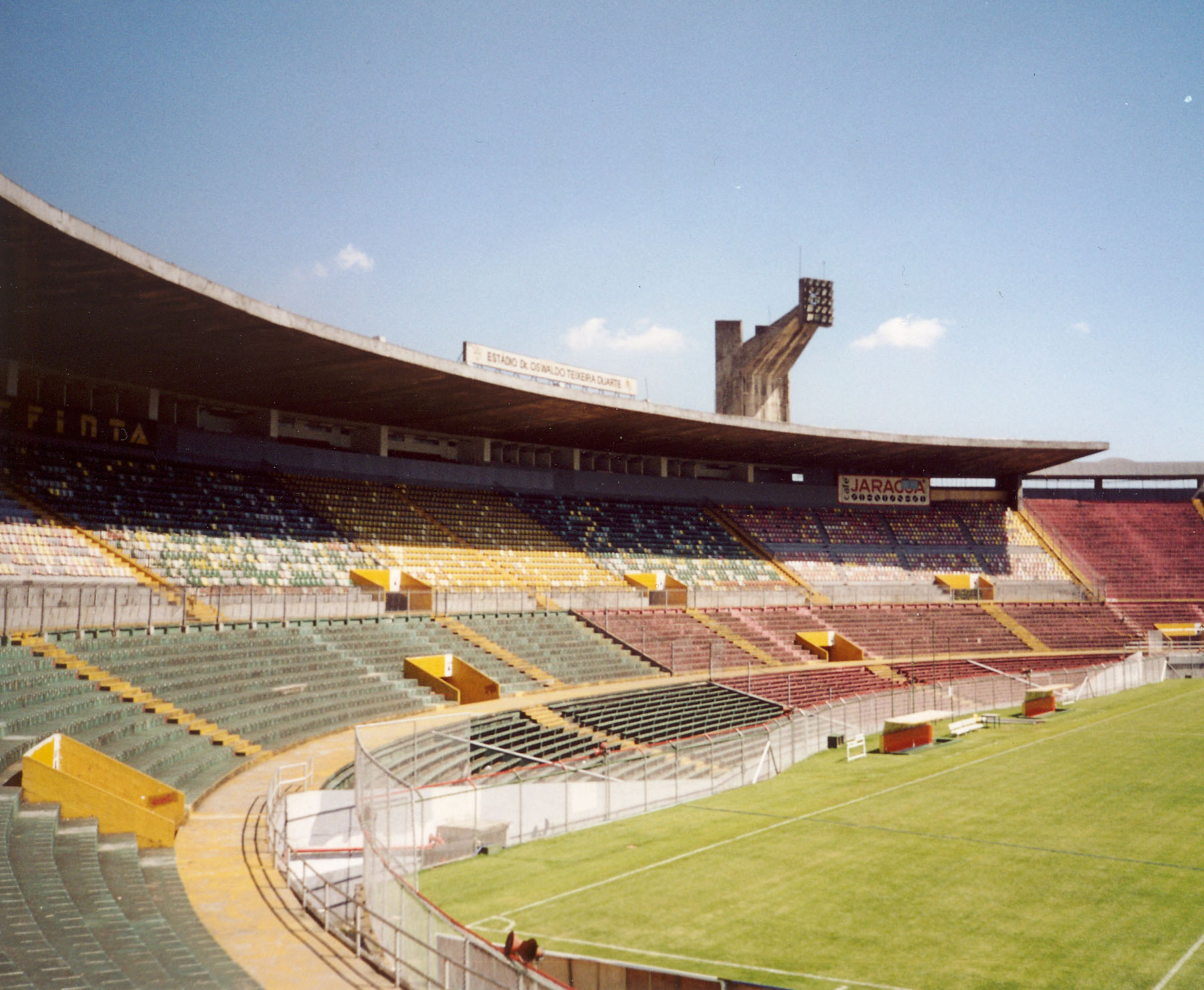
Canindé
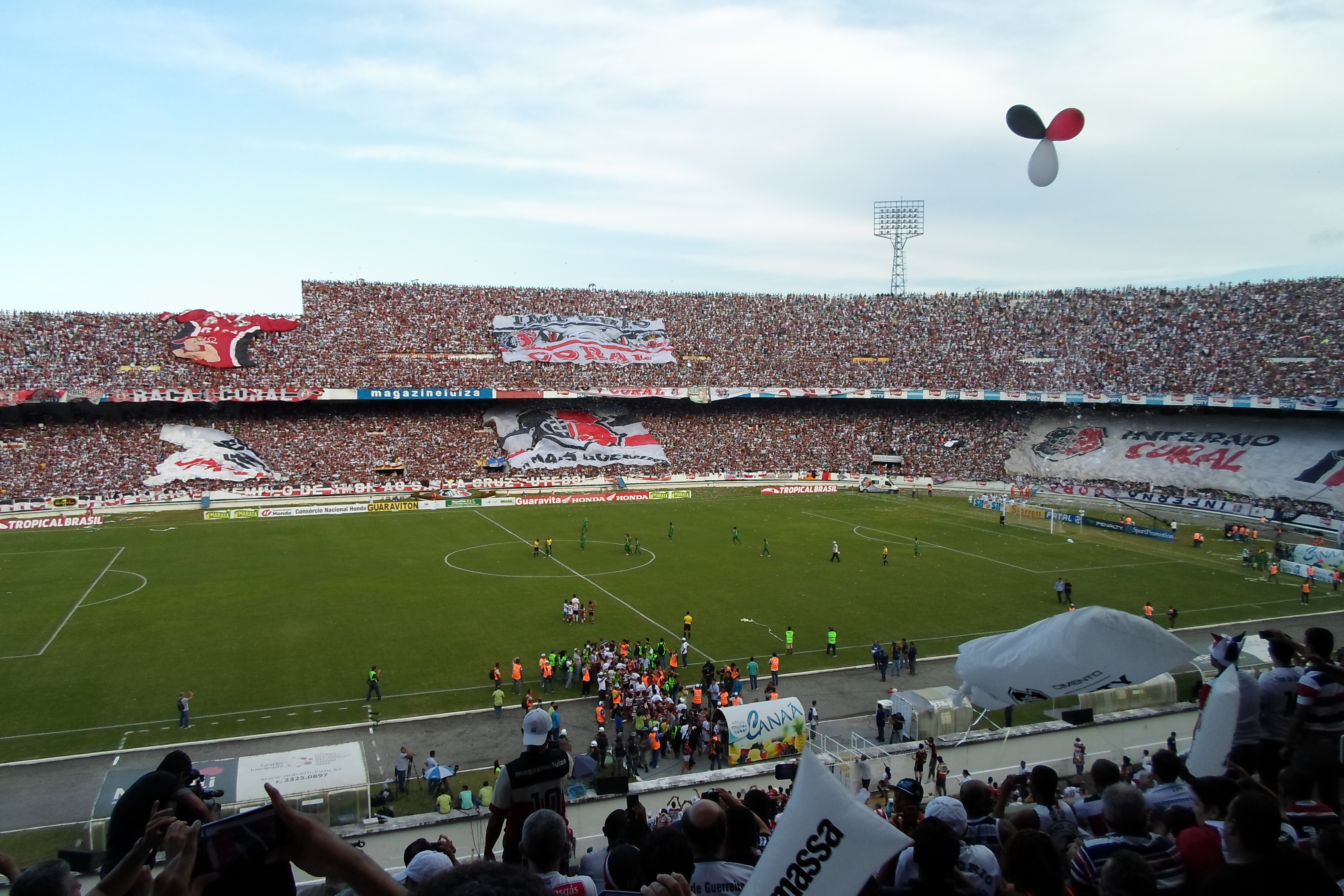
Arruda
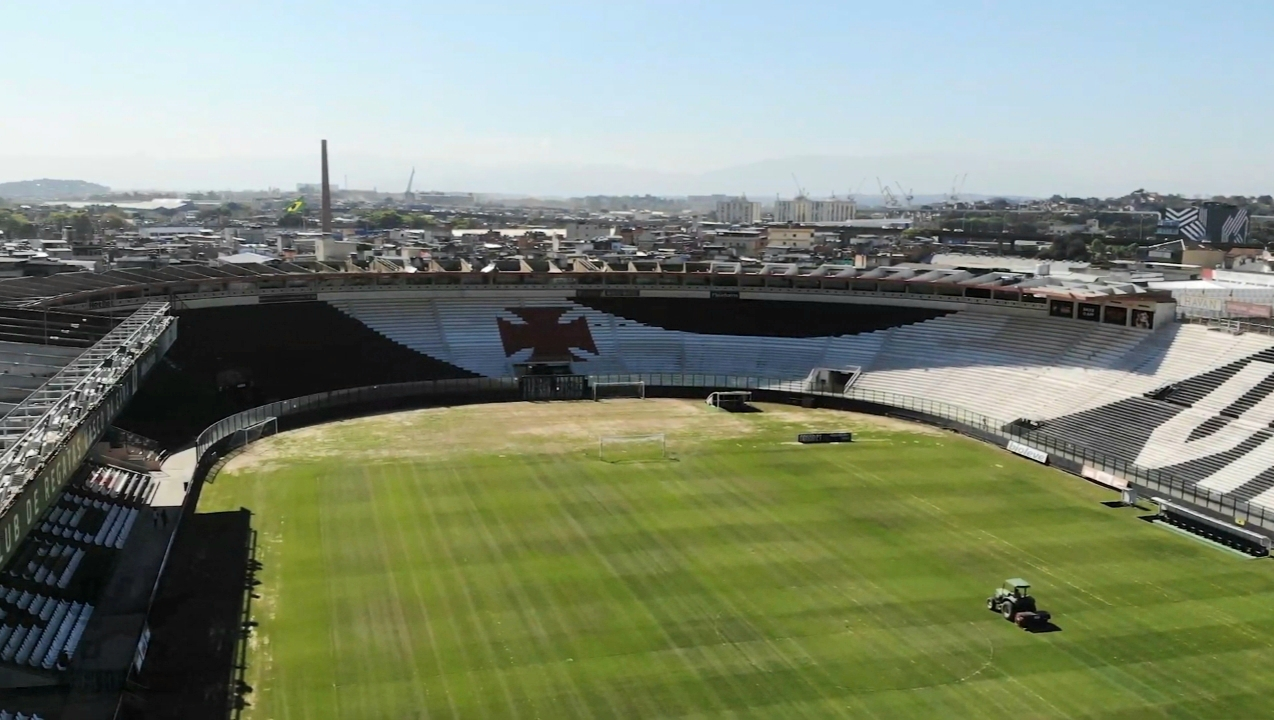
São Januário
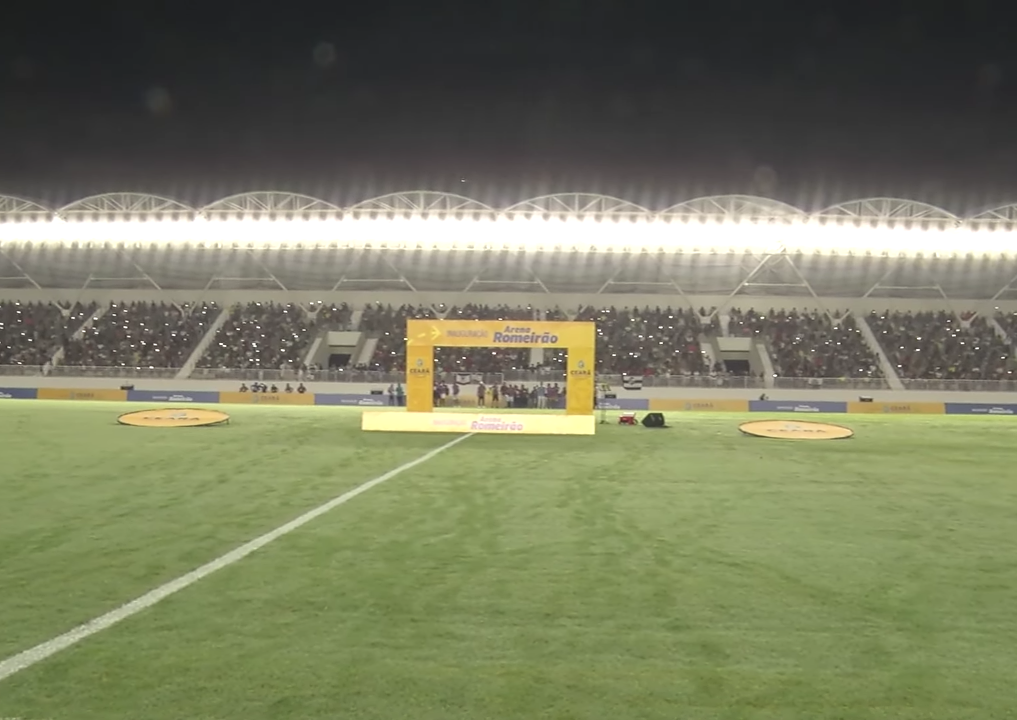
Romeirão

### Outros estádios utilizados

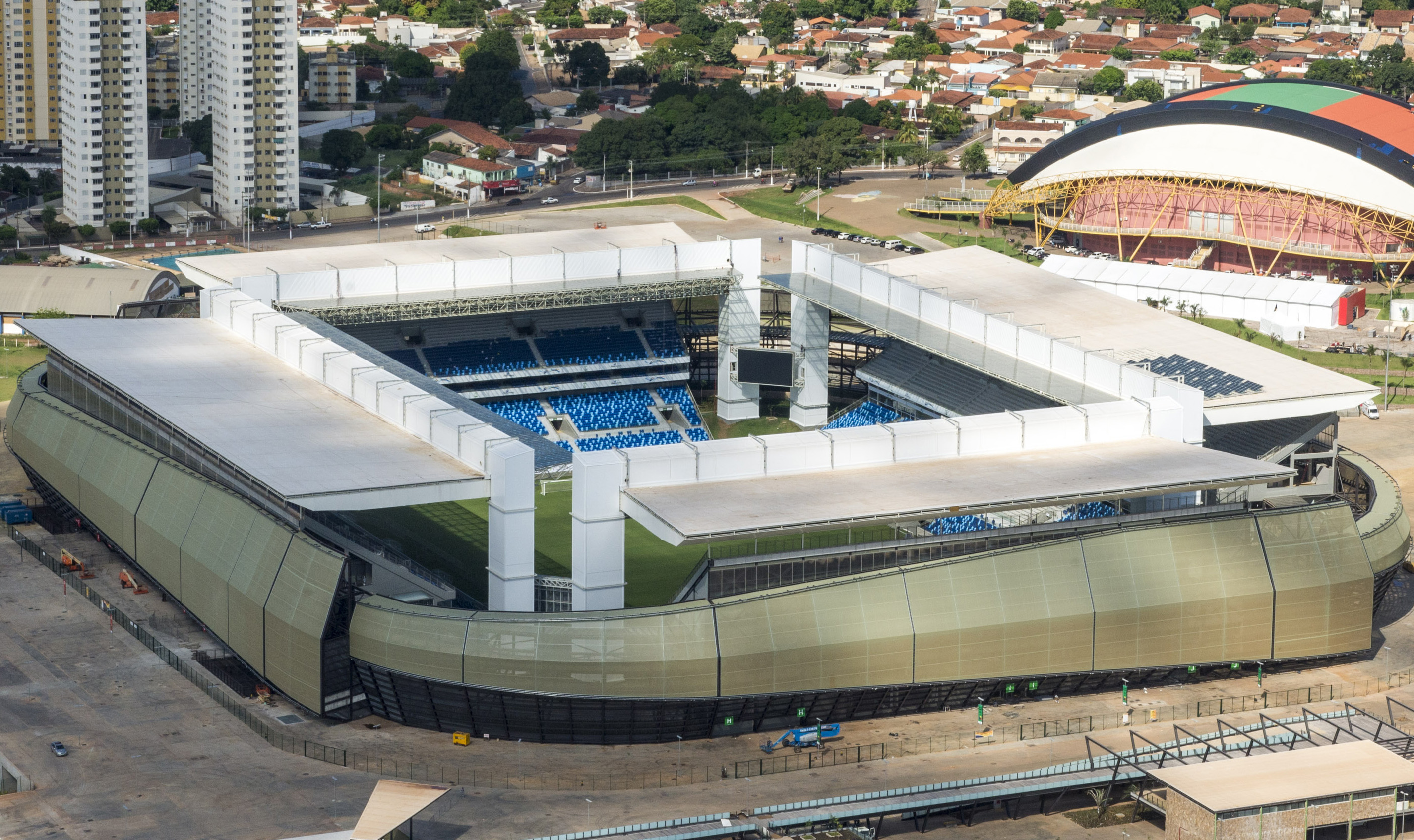
Arena Pantanal (Cuiabá)
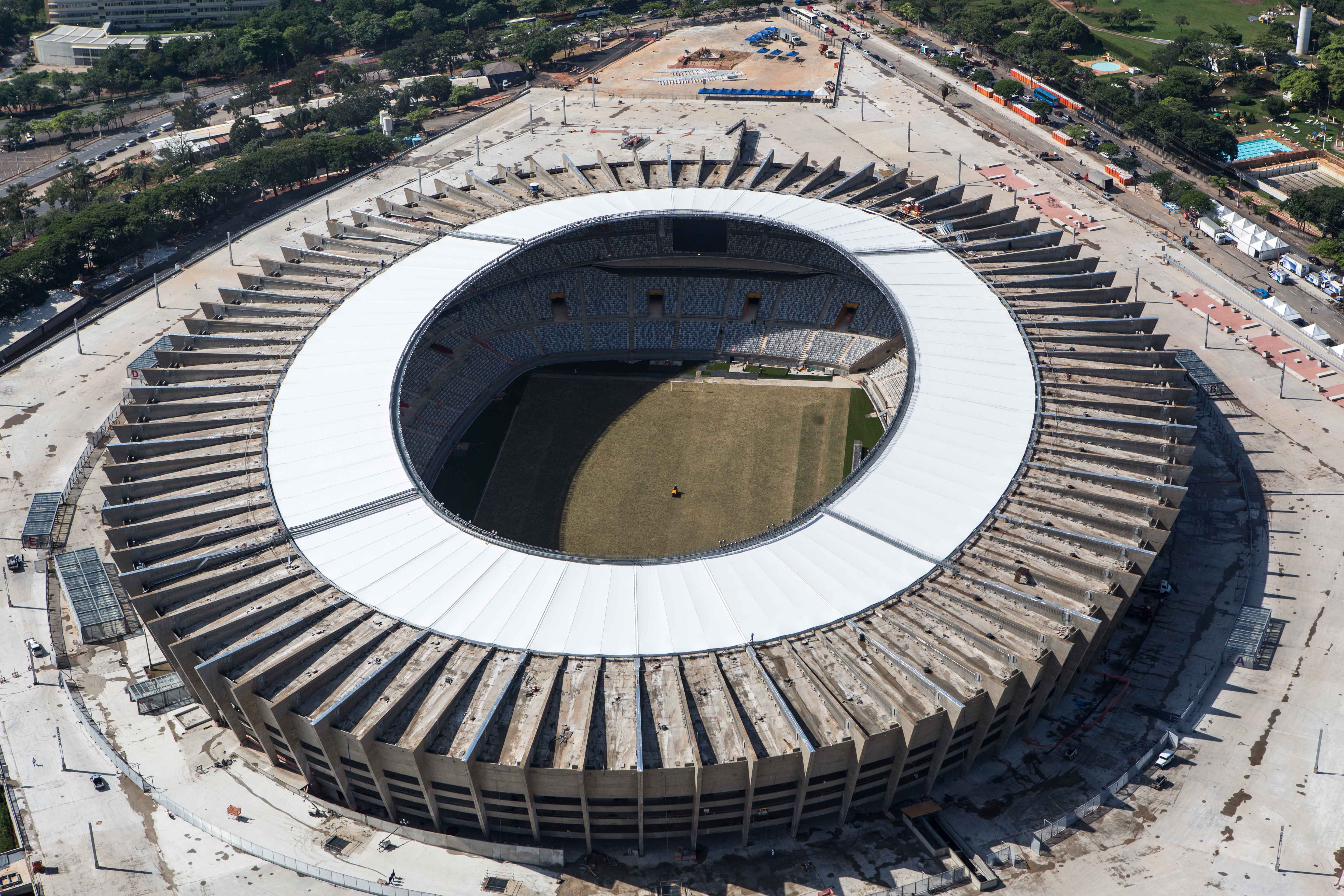
Mineirão (Belo Horizonte)
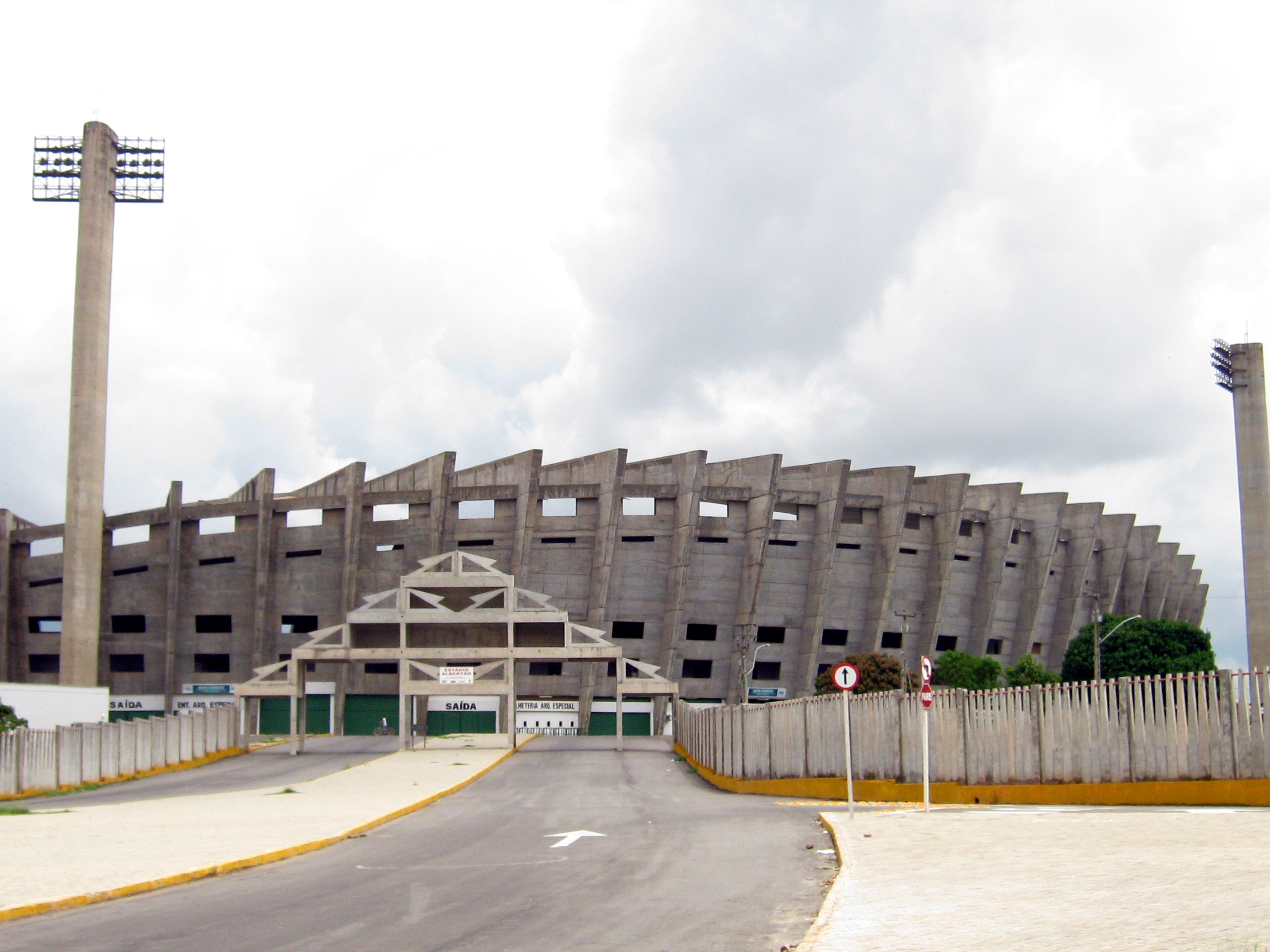
Albertão (Teresina)
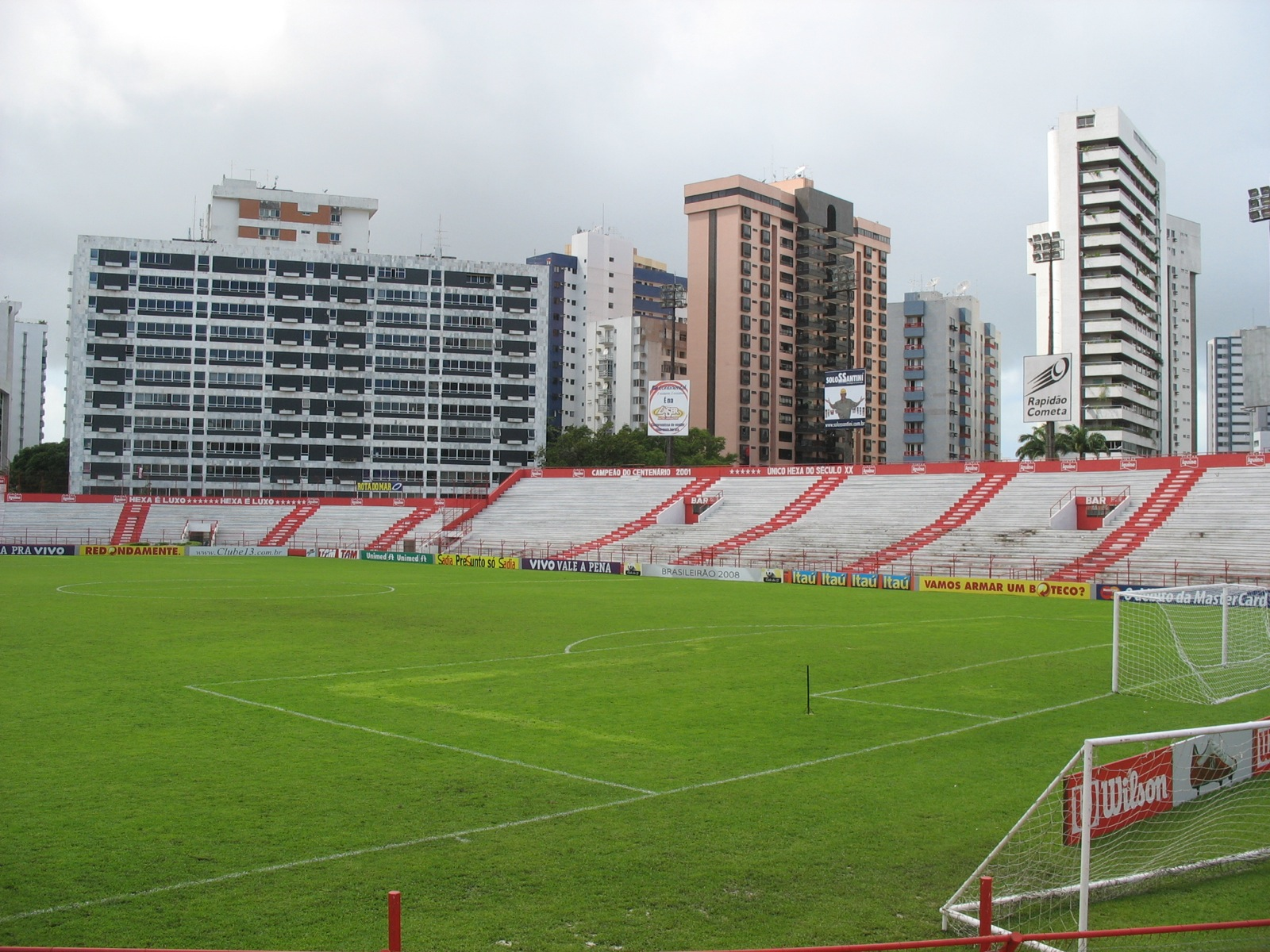
Aflitos (Recife)
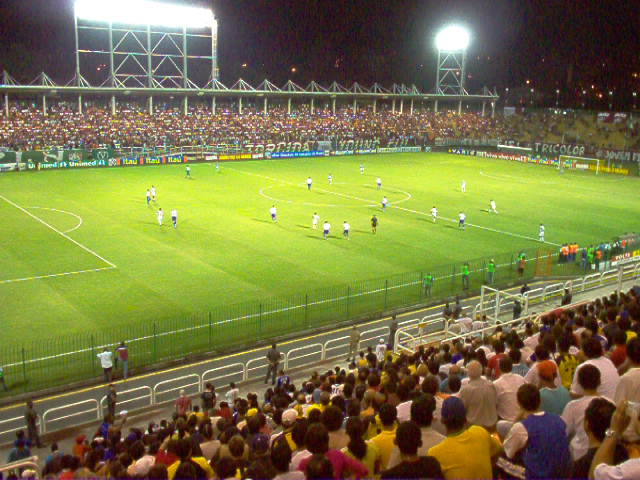
Raulino de Oliveira (Volta Redonda)
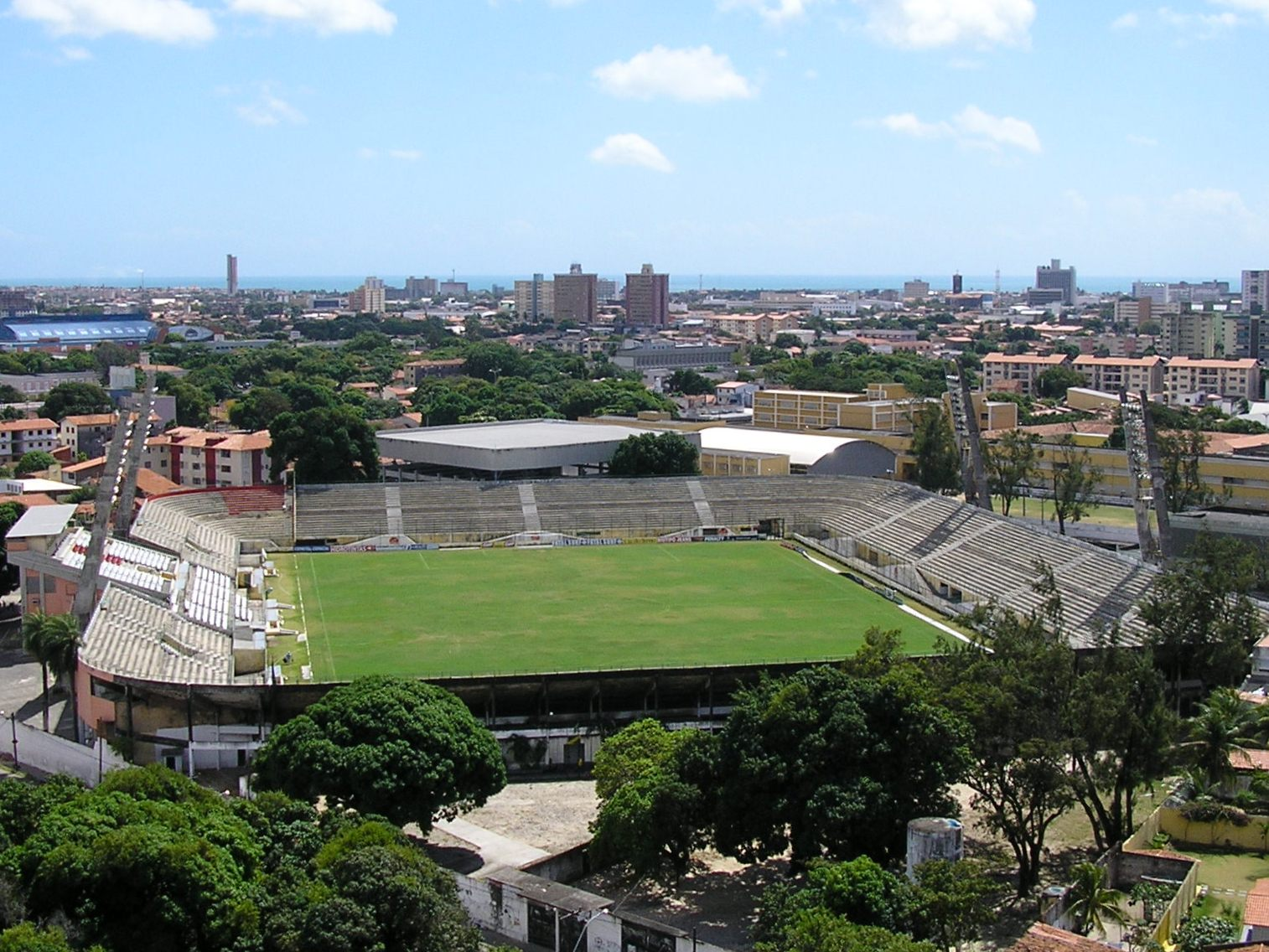
PV (Fortaleza)
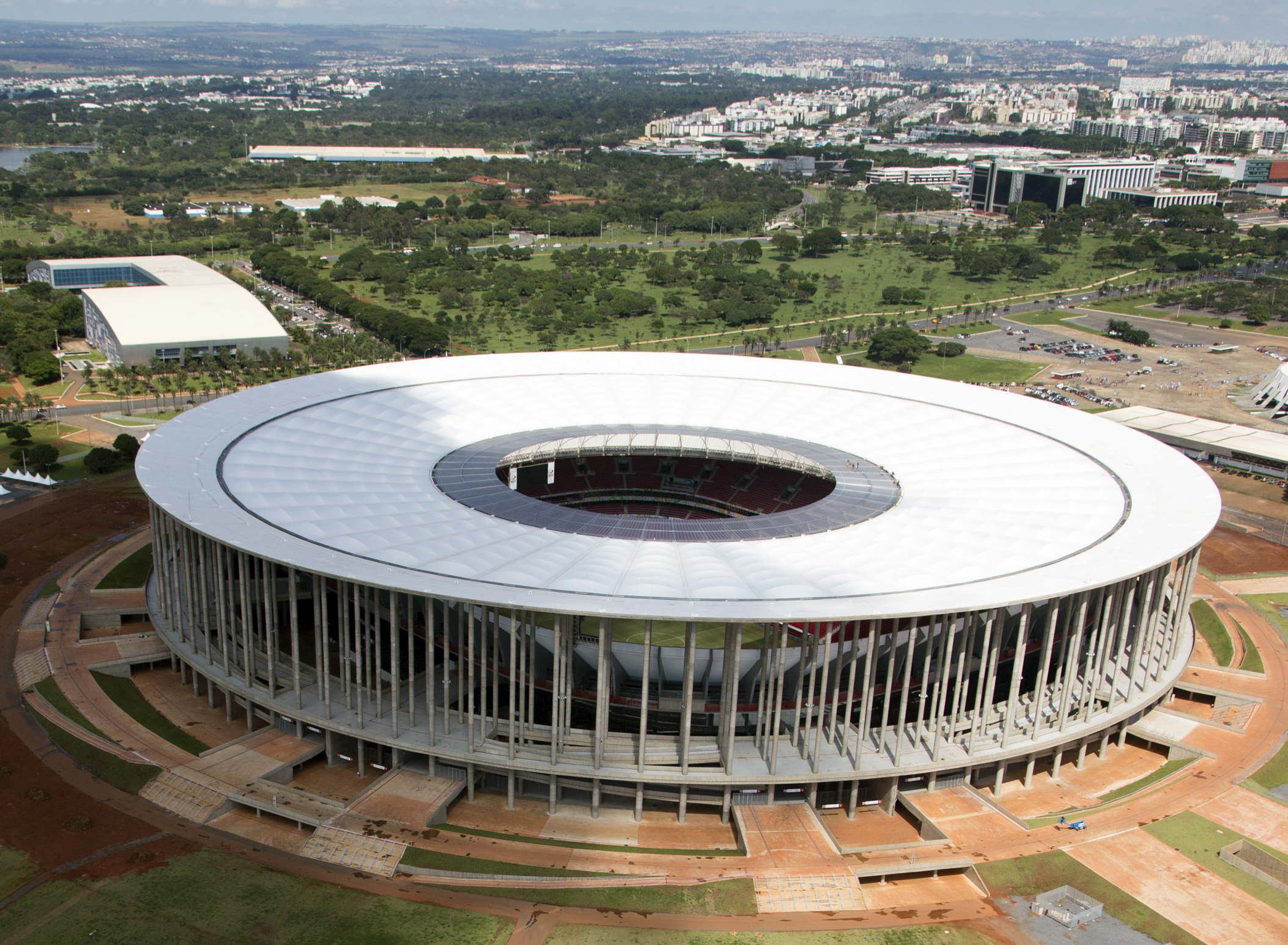
Mané Garrincha (Brasília)
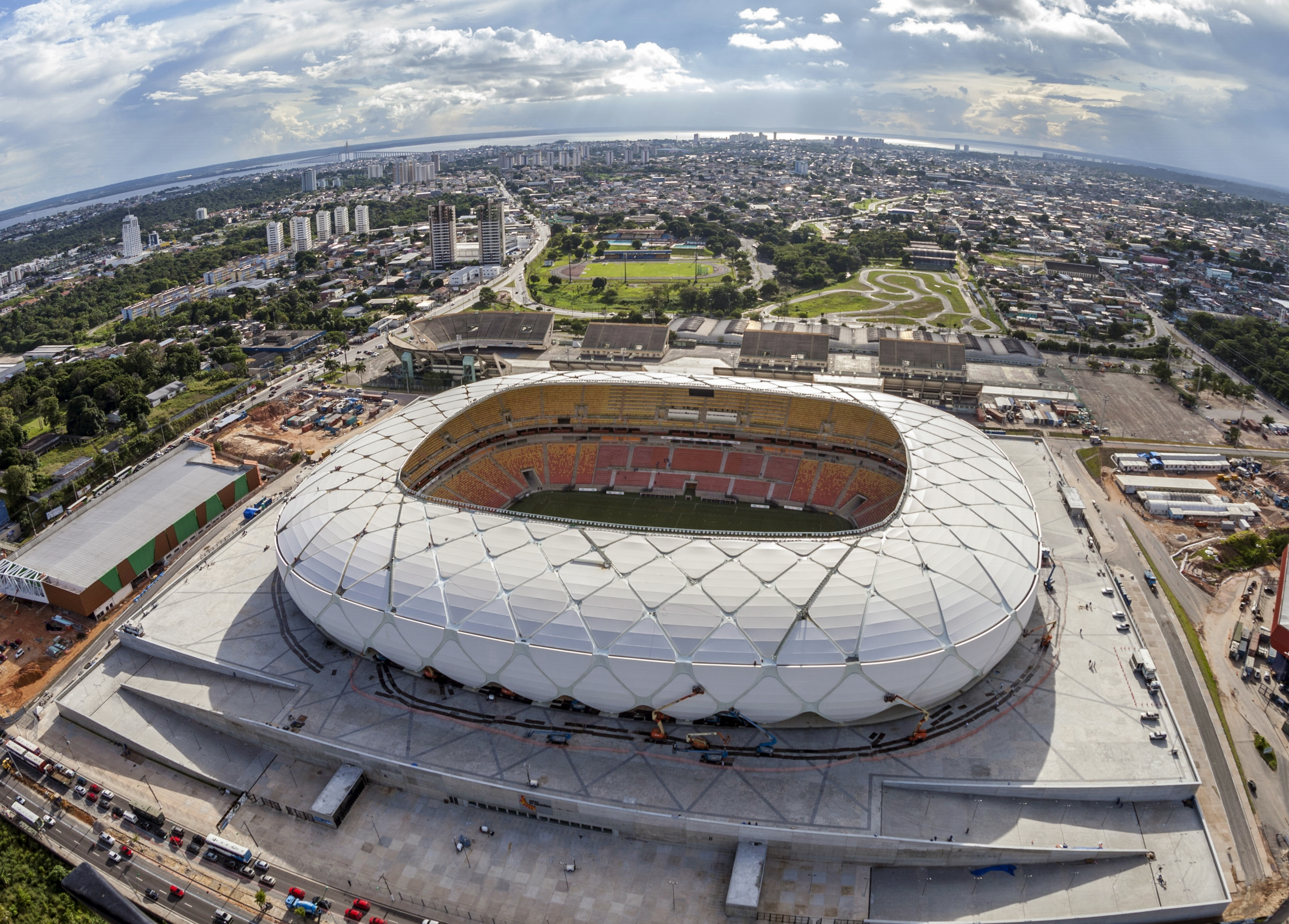
Arena da Amazônia (Manaus)
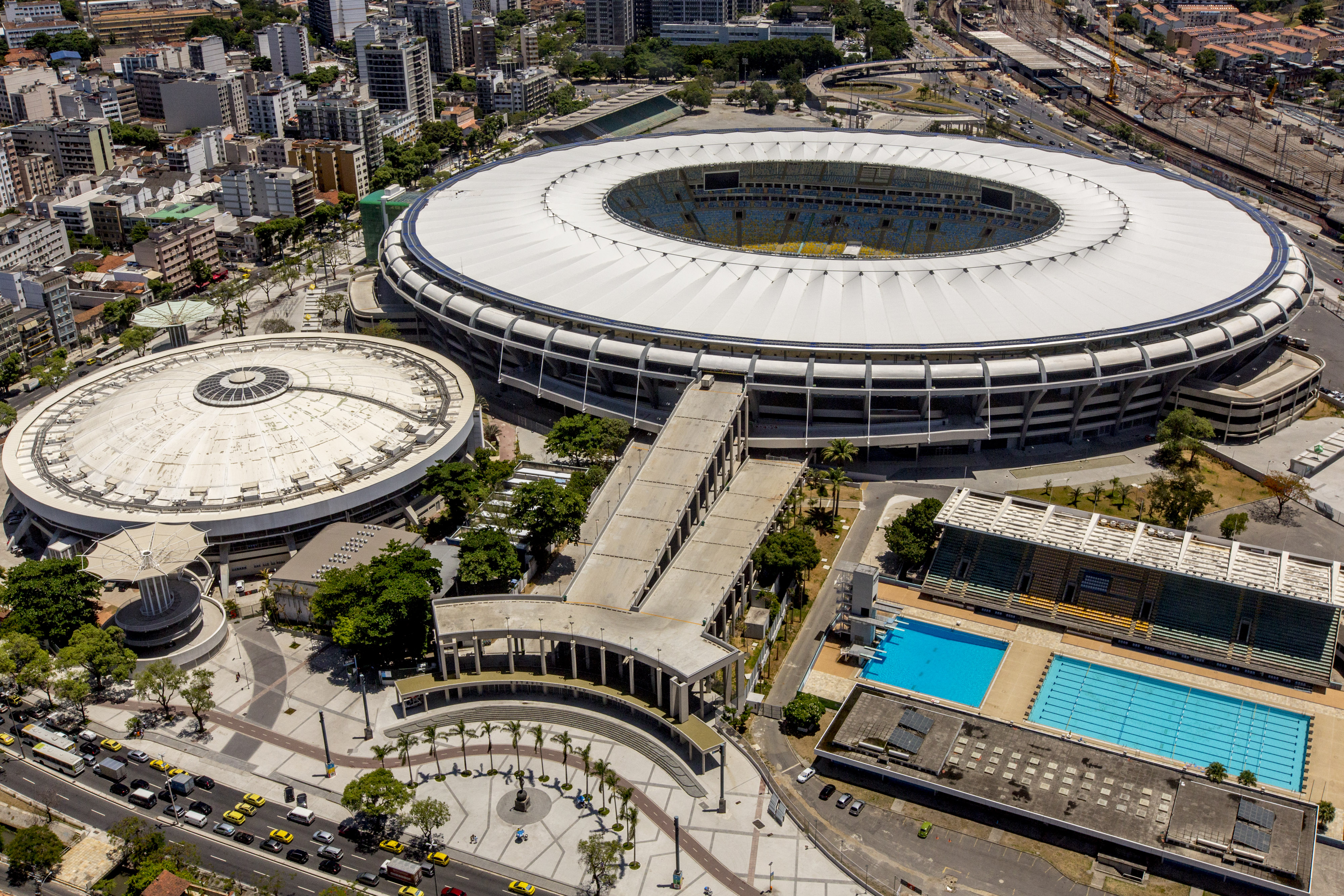
Maracanã (Rio de Janeiro)

Além dos estádios: Iberezão em Santa Cruz, Domingão em Horizonte, Nazarenão em Goianinha e o Soares de Azevedo em Muriaé.

## Questões judiciais

### Portuguesa
Originalmente, os quatro clubes rebaixados da Série A de 2013 foram Fluminense, Vasco da Gama, Ponte Preta e Náutico, devendo disputar a Série B de 2014. Ao término do campeonato, a Portuguesa foi denunciada pela Procuradoria Geral do Superior Tribunal de Justiça Desportiva por ter escalado o jogador Héverton contra o Grêmio, na última rodada. O atleta foi punido com dois jogos de suspensão por ter sido expulso na partida contra o Bahia, a 24 de novembro, mas cumpriu apenas uma partida e não poderia atuar na rodada final. Como consequência o clube foi punido em primeira e segunda instância pelo STJD com a perda de 4 pontos, caindo da 12.ª para a 17.ª colocação na tabela de classificação e rebaixado para a Série B no lugar do Fluminense.
A punição a Portuguesa foi mantida em segunda instância (pleno) do STJD, com unanimidade dos oito auditores, ratificando o julgamento na primeira instância. Após o resultado negativo na instância desportiva, a Portuguesa recorreu a Justiça Comum onde obteve uma vitória em 2 de abril de 2014 que obrigava a CBF a devolver os pontos perdidos pela equipe, anulando o resultado do STJD, mas a CBF conseguiu cassar a liminar no Tribunal de Justiça de São Paulo.
Meses antes do início da Série B, várias liminares foram obtidas por torcedores, entidades de classe e pelo Ministério Público de São Paulo contra a decisão do STJD, mas todas elas foram cassadas pela CBF que publicou a tabela da competição com a Portuguesa entre os participantes. Um dia antes da estreia contra o Joinville, a 18 de abril, a Portuguesa foi notificada sobre uma liminar que a recolocava na Série A e pediu a CBF que adiasse a partida em Santa Catarina. Sem obter resposta, a Portuguesa decidiu ir a campo mesmo ignorando a liminar judicial, mas a partida contra o Joinville durou apenas 18 minutos. A liminar chegou as mãos do delegado da partida, que interrompeu o jogo, levando os jogadores e comissão técnica da Portuguesa a se retirarem de campo. Após 30 minutos de paralisação, o árbitro da partida encerrou o jogo. Em julgamento no STJD foi atribuído a vitória ao Joinville por 3–0 e uma multa de 50 mil reais a Portuguesa por abandonar o campo.

### Icasa
Em 15 de abril, a três dias do início da competição, o Icasa conseguiu obter uma liminar na Justiça do Rio de Janeiro que colocava o clube na Série A do Brasileiro. Quinto colocado na Série B do ano anterior, o clube cearense alegava que o Figueirense, quarto colocado e que obteve o acesso, teria escalado um jogador irregular na partida contra o América Mineiro disputada em 28 de maio de 2013. Apesar de constatar a irregularidade, o STJD não agiu no caso por considerar que o prazo para a entrada da ação já havia prescrito. Com isso a CBF conseguiu cassar a liminar e manteve o Icasa na Série B e rechaçou a entrada do clube na Justiça Comum.

### América Mineiro
Em 15 de setembro, o América Mineiro foi punido com a perda de 21 pontos pela escalação irregular do jogador Eduardo, que antes de jogar pelo América também havia sido parte de São Bernardo e Portuguesa, violando o artigo da CBF ditando que um jogador não pode ser parte de três equipes no mesmo ano. A remoção, referente a quatro jogos com Eduardo inscrito – mas apenas um em que o lateral entrou em campo – e mais três vitórias nestas partidas, fez o time cair para a última posição na tabela de classificação. Em 2 de outubro, após julgamento no Pleno do STJD reduziu a pena para seis pontos e uma multa de 20 mil reais, eliminando apenas os pontos da partida com Eduardo em campo.

## Classificação
|  | v d e |

| Pos | Equipes             | Pts | J  | V  | E  | D  | GP | GC | SG  | %  | M       | Classificação ou rebaixamento |
| --- | ------------------- | --- | -- | -- | -- | -- | -- | -- | --- | -- | ------- | ----------------------------- |
| 1   | Joinville           | 70  | 38 | 21 | 7  | 10 | 54 | 33 | +21 | 61 | Estável | Promovidos à Série A de 2015  |
| 2   | Ponte Preta         | 69  | 38 | 19 | 12 | 7  | 61 | 38 | +23 | 60 | Estável | Promovidos à Série A de 2015  |
| 3   | Vasco da Gama       | 63  | 38 | 16 | 15 | 7  | 50 | 36 | +14 | 55 | Estável | Promovidos à Série A de 2015  |
| 4   | Avaí                | 62  | 38 | 18 | 8  | 12 | 47 | 40 | +7  | 54 | 2       | Promovidos à Série A de 2015  |
| 5   | América Mineiro     | 611 | 38 | 20 | 7  | 11 | 59 | 39 | +20 | 59 | 2       |                               |
| 6   | Boa Esporte         | 59  | 38 | 18 | 5  | 15 | 51 | 48 | +3  | 52 | 2       |                               |
| 7   | Atlético Goianiense | 59  | 38 | 17 | 8  | 13 | 54 | 49 | +5  | 52 | 2       |                               |
| 8   | Ceará               | 57  | 38 | 16 | 9  | 13 | 58 | 53 | +5  | 50 | Estável |                               |
| 9   | Santa Cruz          | 55  | 38 | 14 | 13 | 11 | 51 | 38 | +13 | 48 | 1       |                               |
| 10  | Sampaio Corrêa      | 53  | 38 | 13 | 14 | 11 | 54 | 46 | +8  | 46 | 1       |                               |
| 11  | Paraná              | 51  | 38 | 13 | 12 | 13 | 45 | 43 | +2  | 45 | 2       |                               |
| 12  | Luverdense          | 50  | 38 | 15 | 5  | 18 | 40 | 46 | –6  | 44 | 2       |                               |
| 13  | Náutico             | 50  | 38 | 14 | 8  | 16 | 40 | 47 | –7  | 44 | 2       |                               |
| 14  | ABC                 | 48  | 38 | 14 | 6  | 18 | 34 | 40 | –6  | 42 | 2       |                               |
| 15  | Oeste               | 48  | 38 | 12 | 12 | 14 | 39 | 48 | –9  | 42 | Estável |                               |
| 16  | Bragantino          | 46  | 38 | 13 | 7  | 18 | 45 | 55 | –10 | 40 | 1       |                               |
| 17  | América de Natal    | 43  | 38 | 12 | 7  | 19 | 44 | 53 | –9  | 38 | 1       | Rebaixados à Série C de 2015  |
| 18  | Icasa               | 43  | 38 | 11 | 10 | 17 | 34 | 43 | –9  | 38 | Estável | Rebaixados à Série C de 2015  |
| 19  | Vila Nova           | 32  | 38 | 10 | 2  | 26 | 35 | 70 | –35 | 28 | Estável | Rebaixados à Série C de 2015  |
| 20  | Portuguesa          | 25  | 38 | 4  | 13 | 21 | 29 | 59 | –30 | 22 | Estável | Rebaixados à Série C de 2015  |

1O América Mineiro foi punido pelo STJD com a perda de 6 pontos por escalação de jogador irregular.

## Confrontos
|                | ABC | AMN | AMM | ATG | AVA | BOA | BRG | CEA | ICA | JOI | LUV | NAU | OES | PAR | PON | POR    | SAM | STC | VAS | VIL |
| -------------- | --- | --- | --- | --- | --- | --- | --- | --- | --- | --- | --- | --- | --- | --- | --- | ------ | --- | --- | --- | --- |
| ABC            | —   | 0–0 | 1–0 | 2–0 | 2–1 | 1–0 | 0–2 | 1–0 | 3–0 | 2–1 | 0–1 | 1–1 | 0–1 | 2–1 | 0–2 | 0–0    | 1–0 | 2–1 | 1–2 | 0–2 |
| América-RN     | 0–2 | —   | 1–0 | 3–3 | 3–1 | 1–3 | 4–2 | 0–1 | 2–0 | 1–0 | 2–0 | 1–0 | 0–1 | 2–3 | 0–2 | 1–1    | 2–2 | 0–1 | 2–0 | 0–1 |
| América-MG     | 1–0 | 2–1 | —   | 1–1 | 3–0 | 0–2 | 0–2 | 3–0 | 1–1 | 3–1 | 2–0 | 1–3 | 3–0 | 1–0 | 3–0 | 3–1    | 4–0 | 1–0 | 2–3 | 2–0 |
| Atlético-GO    | 2–0 | 2–0 | 3–0 | —   | 2–0 | 0–3 | 1–0 | 0–2 | 0–0 | 0–0 | 3–0 | 2–0 | 4–2 | 2–1 | 2–2 | 2–1    | 2–4 | 2–3 | 1–1 | 3–1 |
| Avaí           | 0–1 | 0–0 | 2–0 | 2–1 | —   | 2–0 | 1–2 | 1–1 | 1–0 | 0–3 | 1–2 | 0–2 | 0–0 | 2–1 | 1–0 | 2–0    | 3–2 | 0–0 | 1–0 | 2–1 |
| Boa Esporte    | 0–0 | 3–2 | 1–3 | 1–1 | 2–0 | —   | 2–1 | 3–1 | 2–0 | 1–0 | 2–1 | 1–0 | 1–0 | 1–0 | 0–1 | 2–1    | 2–1 | 0–2 | 0–2 | 3–0 |
| Bragantino     | 1–0 | 2–1 | 0–2 | 2–1 | 1–4 | 4–2 | —   | 1–2 | 2–1 | 1–0 | 2–0 | 2–2 | 3–0 | 1–1 | 0–2 | 2–2    | 0–1 | 2–1 | 1–1 | 1–2 |
| Ceará          | 1–2 | 2–0 | 5–2 | 0–0 | 2–2 | 2–2 | 1–0 | —   | 2–1 | 1–3 | 3–1 | 2–2 | 1–0 | 2–1 | 3–2 | 2–1    | 1–1 | 0–2 | 2–0 | 4–0 |
| Icasa          | 1–0 | 0–2 | 2–0 | 1–0 | 0–2 | 3–2 | 3–0 | 2–1 | —   | 1–1 | 1–0 | 3–1 | 0–0 | 1–2 | 0–1 | 2–0    | 0–3 | 1–1 | 1–1 | 0–1 |
| Joinville      | 3–0 | 1–0 | 1–1 | 2–0 | 0–1 | 2–1 | 1–0 | 3–0 | 2–1 | —   | 1–1 | 1–0 | 2–1 | 3–0 | 3–1 | 3–0[a] | 3–1 | 1–1 | 0–0 | 1–0 |
| Luverdense     | 3–1 | 2–1 | 1–2 | 0–2 | 3–1 | 4–2 | 2–0 | 1–0 | 1–0 | 2–2 | —   | 0–2 | 1–0 | 0–2 | 0–1 | 3–1    | 0–1 | 2–1 | 2–1 | 2–0 |
| Náutico        | 2–1 | 2–1 | 1–4 | 1–2 | 0–1 | 1–3 | 0–0 | 2–1 | 1–0 | 1–2 | 1–0 | —   | 3–2 | 3–1 | 1–1 | 2–1    | 1–0 | 0–0 | 0–1 | 2–0 |
| Oeste          | 1–0 | 2–1 | 1–3 | 1–2 | 0–0 | 2–1 | 4–1 | 3–1 | 0–0 | 1–0 | 2–1 | 2–0 | —   | 2–2 | 1–1 | 3–0    | 0–0 | 1–1 | 1–1 | 1–3 |
| Paraná         | 1–0 | 4–1 | 1–1 | 2–0 | 1–1 | 0–0 | 1–0 | 0–0 | 1–0 | 2–3 | 0–2 | 2–0 | 0–0 | —   | 1–2 | 1–0    | 0–0 | 3–2 | 1–1 | 3–1 |
| Ponte Preta    | 2–1 | 2–2 | 0–1 | 3–4 | 3–1 | 1–0 | 1–0 | 3–1 | 1–1 | 2–0 | 2–2 | 2–0 | 5–1 | 2–2 | —   | 0–0    | 1–0 | 1–1 | 0–0 | 1–0 |
| Portuguesa     | 0–0 | 1–2 | 2–1 | 2–0 | 1–3 | 1–1 | 1–3 | 1–1 | 1–2 | 1–2 | 1–0 | 0–0 | 0–0 | 1–1 | 0–3 | —      | 1–4 | 1–1 | 0–1 | 2–3 |
| Sampaio Corrêa | 2–1 | 3–0 | 0–0 | 1–2 | 1–1 | 3–0 | 3–0 | 2–2 | 3–2 | 1–2 | 1–0 | 1–1 | 2–2 | 0–2 | 3–3 | 0–0    | —   | 0–0 | 2–2 | 2–0 |
| Santa Cruz     | 1–1 | 0–1 | 1–1 | 2–0 | 0–1 | 3–0 | 2–1 | 2–3 | 1–1 | 2–0 | 0–0 | 3–0 | 3–0 | 1–1 | 2–1 | 1–0    | 0–2 | —   | 1–0 | 5–1 |
| Vasco da Gama  | 1–0 | 1–1 | 1–1 | 3–0 | 0–5 | 2–0 | 2–2 | 2–0 | 1–1 | 2–0 | 2–0 | 2–1 | 2–0 | 1–0 | 1–1 | 1–1    | 1–1 | 4–1 | —   | 3–1 |
| Vila Nova      | 3–5 | 1–3 | 0–1 | 0–2 | 0–1 | 0–2 | 1–1 | 1–5 | 0–1 | 0–1 | 0–0 | 0–1 | 0–1 | 2–0 | 0–3 | 1–2    | 4–1 | 3–2 | 2–1 | —   |

| Vitória do mandante; Vitória do visitante; Empate. | Em negrito os jogos "clássicos". |

- a. ^ A Portuguesa abandonou o campo aos dezessete minutos do primeiro tempo, atendendo ordem judicial. Posteriormente, o STJD julgou o caso e puniu o clube com multa e declarou o Joinville vencedor da partida por 3–0.[25]

## Desempenho por rodada
Clubes que lideraram o campeonato ao final de cada rodada:
| Rodadas | Rodadas | Rodadas | Rodadas | Rodadas | Rodadas | Rodadas | Rodadas | Rodadas | Rodadas | Rodadas | Rodadas | Rodadas | Rodadas | Rodadas | Rodadas | Rodadas | Rodadas | Rodadas | Rodadas | Rodadas | Rodadas | Rodadas | Rodadas | Rodadas | Rodadas | Rodadas | Rodadas | Rodadas | Rodadas | Rodadas | Rodadas | Rodadas | Rodadas | Rodadas | Rodadas | Rodadas | Rodadas |
| ------- | ------- | ------- | ------- | ------- | ------- | ------- | ------- | ------- | ------- | ------- | ------- | ------- | ------- | ------- | ------- | ------- | ------- | ------- | ------- | ------- | ------- | ------- | ------- | ------- | ------- | ------- | ------- | ------- | ------- | ------- | ------- | ------- | ------- | ------- | ------- | ------- | ------- |
| 1       | 2       | 3       | 4       | 5       | 6       | 7       | 8       | 9       | 10      | 11      | 12      | 13      | 14      | 15      | 16      | 17      | 18      | 19      | 20      | 21      | 22      | 23      | 24      | 25      | 26      | 27      | 28      | 29      | 30      | 31      | 32      | 33      | 34      | 35      | 36      | 37      | 38      |
| JOI     | JOI     | JOI     | JOI     | AMM     | AMM     | AMM     | AMM     | CEA     | CEA     | JOI     | CEA     | CEA     | CEA     | CEA     | CEA     | CEA     | AMM     | CEA     | JOI     | JOI     | AVA     | AVA     | JOI     | JOI     | PON     | PON     | PON     | PON     | PON     | PON     | PON     | PON     | PON     | JOI     | JOI     | JOI     | JOI     |

Clubes que ficaram na última posição do campeonato ao final de cada rodada:
| Rodadas | Rodadas | Rodadas | Rodadas | Rodadas | Rodadas | Rodadas | Rodadas | Rodadas | Rodadas | Rodadas | Rodadas | Rodadas | Rodadas | Rodadas | Rodadas | Rodadas | Rodadas | Rodadas | Rodadas | Rodadas | Rodadas | Rodadas | Rodadas | Rodadas | Rodadas | Rodadas | Rodadas | Rodadas | Rodadas | Rodadas | Rodadas | Rodadas | Rodadas | Rodadas | Rodadas | Rodadas | Rodadas |
| ------- | ------- | ------- | ------- | ------- | ------- | ------- | ------- | ------- | ------- | ------- | ------- | ------- | ------- | ------- | ------- | ------- | ------- | ------- | ------- | ------- | ------- | ------- | ------- | ------- | ------- | ------- | ------- | ------- | ------- | ------- | ------- | ------- | ------- | ------- | ------- | ------- | ------- |
| 1       | 2       | 3       | 4       | 5       | 6       | 7       | 8       | 9       | 10      | 11      | 12      | 13      | 14      | 15      | 16      | 17      | 18      | 19      | 20      | 21      | 22      | 23      | 24      | 25      | 26      | 27      | 28      | 29      | 30      | 31      | 32      | 33      | 34      | 35      | 36      | 37      | 38      |
| POR     | AVA     | ICA     | VIL     | VIL     | VIL     | VIL     | VIL     | VIL     | VIL     | VIL     | VIL     | VIL     | VIL     | VIL     | VIL     | VIL     | POR     | VIL     | VIL     | VIL     | VIL     | AMM     | AMM     | AMM     | AMM     | VIL     | POR     | POR     | POR     | POR     | POR     | POR     | POR     | POR     | POR     | POR     | POR     |

## Artilharia
| Gols | Jogador          | Time             |
| ---- | ---------------- | ---------------- |
| 18   | Magno Alves      | Ceará            |
| 15   | Rodrigo Pimpão   | América de Natal |
| 15   | Tomas            | Boa Esporte      |
| 13   | Léo Gamalho      | Santa Cruz       |
| 13   | Obina            | América Mineiro  |
| 12   | Alexandro        | Ponte Preta      |
| 12   | Edigar Junio     | Joinville        |
| 12   | Jael             | Joinville        |
| 11   | Fernando Karanga | Boa Esporte      |

## Maiores públicos
Estes são os dez maiores públicos do Campeonato:
| Nº | Público[PP] | Mandante       | Placar | Visitante        | Estádio           | Data           | Rodada | Ref.   |
| -- | ----------- | -------------- | ------ | ---------------- | ----------------- | -------------- | ------ | ------ |
| 1  | 49 559      | Vasco da Gama  | 1–1    | Icasa            | Maracanã          | 22 de novembro | 37.ª   | [ 31 ] |
| 2  | 42 408      | Vasco da Gama  | 1–0    | ABC              | Maracanã          | 8 de novembro  | 34.ª   | [ 32 ] |
| 3  | 37 332      | Sampaio Corrêa | 2–2    | Vasco da Gama    | Castelão          | 23 de setembro | 25.ª   | [ 33 ] |
| 4  | 33 746      | Santa Cruz     | 0–1    | América de Natal | Arena Pernambuco  | 1 de novembro  | 33.ª   | [ 34 ] |
| 5  | 30 256      | Ceará          | 2–0    | Vasco da Gama    | Arena Castelão    | 15 de novembro | 35.ª   | [ 35 ] |
| 6  | 26 621      | Oeste          | 1–1    | Vasco da Gama    | Arena da Amazônia | 16 de setembro | 23.ª   | [ 36 ] |
| 7  | 26 587      | ABC            | 1–2    | Vasco da Gama    | Arena das Dunas   | 9 de agosto    | 15.ª   | [ 37 ] |
| 8  | 23 283      | Santa Cruz     | 1–0    | Vasco da Gama    | Arena Pernambuco  | 18 de outubro  | 30.ª   | [ 38 ] |
| 9  | 22 043      | Sampaio Corrêa | 3–3    | Ponte Preta      | Castelão          | 2 de agosto    | 14.ª   | [ 39 ] |
| 10 | 21 062      | Ceará          | 1–1    | Sampaio Corrêa   | Arena Castelão    | 7 de outubro   | 28.ª   | [ 40 ] |

- PP. ^ Considera-se apenas o público pagante

## Menores públicos
Estes são os dez menores públicos do Campeonato:[PF]
| Nº | Público[PP] | Mandante    | Placar | Visitante   | Estádio       | Data           | Rodada | Ref.   |
| -- | ----------- | ----------- | ------ | ----------- | ------------- | -------------- | ------ | ------ |
| 1  | 126         | Vila Nova   | 3–5    | ABC         | Serra Dourada | 21 de novembro | 37.ª   | [ 41 ] |
| 2  | 139         | Vila Nova   | 2–0    | Paraná      | Serra Dourada | 8 de novembro  | 34.ª   | [ 42 ] |
| 3  | 207         | Oeste       | 2–1    | Boa Esporte | Amaros        | 22 de agosto   | 18.ª   | [ 43 ] |
| 4  | 238         | Oeste       | 2–1    | Luverdense  | Amaros        | 25 de julho    | 13.ª   | [ 44 ] |
| 5  | 246         | Oeste       | 3–1    | Ceará       | Amaros        | 6 de setembro  | 20.ª   | [ 45 ] |
| 6  | 248         | Boa Esporte | 2–0    | Avaí        | Melão         | 23 de maio     | 7.ª    | [ 46 ] |
| 6  | 248         | Vila Nova   | 0–1    | Oeste       | Serra Dourada | 14 de novembro | 35.ª   | [ 47 ] |
| 8  | 265         | Oeste       | 0–0    | Icasa       | Amaros        | 15 de julho    | 11.ª   | [ 48 ] |
| 9  | 304         | Oeste       | 4–1    | Bragantino  | Amaros        | 27 de setembro | 26.ª   | [ 49 ] |
| 10 | 307         | Portuguesa  | 2–3    | Vila Nova   | Canindé       | 28 de novembro | 38.ª   | [ 50 ] |

- PP. ^ Considera-se apenas o público pagante
- PF. ^ Os jogos do Vasco da Gama e do Santa Cruz com portões fechados não são considerados

## Médias de público
Estas são as médias de público dos clubes no Campeonato. Considera-se apenas os jogos da equipe como mandante e o público pagante:

| 1. Vasco da Gama – 14 232 2. Sampaio Corrêa – 13 220 3. Santa Cruz – 12 739 4. Ceará – 11 257 5. Joinville – 9 990 6. Náutico – 6 300 7. Ponte Preta – 6 200 8. América de Natal – 5 520 9. Avaí – 5 073 10. ABC – 4 638 | 1. Vila Nova – 3 965 2. América Mineiro – 3 945 3. Paraná – 3 233 4. Bragantino – 2 760 5. Luverdense – 2 678 6. Icasa – 2 141 7. Atlético Goianiense – 2 067 8. Oeste – 1 765 9. Boa Esporte – 1 740 10. Portuguesa – 995 |

## Mudança de técnicos
| Clube          | Antecessor          | Motivo                      | Data           | Última partida                | Rod  | Pos  | Sucessor                | Ref.            |
| -------------- | ------------------- | --------------------------- | -------------- | ----------------------------- | ---- | ---- | ----------------------- | --------------- |
| Santa Cruz     | Vica                | Resignado                   | 19 de abril    | Santa Cruz 1–1 ABC            | 1.ª  | 12.º | Sérgio Guedes           | [ 53 ] [ 54 ]   |
| Náutico        | Lisca               | Resignado                   | 7 de maio      | América-RN 3–0 Náutico[a1]    | 3.ª  | 4.º  | Sidney Moraes[a2]       | [ 55 ] [ 56 ]   |
| Vila Nova      | Sidney Moraes       | Resignado                   | 11 de maio     | Vila Nova 0–1 Icasa           | 4.ª  | 20.º | Waldemar Lemos          | [ 57 ] [ 58 ]   |
| Portuguesa     | Argel Fucks         | Resignado                   | 17 de maio     | Portuguesa 1–2 América-RN     | 5.ª  | 19.º | Marcelo Veiga[a3]       | [ 59 ] [ 60 ]   |
| Bragantino     | Marcelo Veiga       | Contratado pela Portuguesa  | 21 de maio     | Icasa 3–0 Bragantino          | 6.ª  | 18.º | Mazola Júnior[a4]       | [ 60 ] [ 61 ]   |
| Avaí           | Pingo               | Demitido                    | 24 de maio     | Boa Esporte 2–0 Avaí          | 7.ª  | 16.º | Geninho[a5]             | [ 62 ] [ 63 ]   |
| Vila Nova      | Waldemar Lemos      | Demitido                    | 28 de maio     | Ceará 4–0 Vila Nova           | 8.ª  | 20.º | Márcio Goiano[a6]       | [ 64 ] [ 65 ]   |
| Atlético-GO    | Marcelo Martelotte  | Resignado                   | 31 de maio     | Icasa 1–0 Atlético-GO         | 9.ª  | 14.º | Hélio dos Anjos         | [ 66 ] [ 67 ]   |
| Oeste          | José Macena         | Resignado                   | 24 de junho    | Oeste 2–2 Paraná              | 10.ª | 16.º | Francisco Diá           | [ 68 ]          |
| Ponte Preta    | Dado Cavalcanti     | Demitido                    | 21 de julho    | Avaí 1–0 Ponte Preta          | 12.ª | 10.º | Guto Ferreira           | [ 69 ] [ 70 ]   |
| Icasa          | Tarcísio Pugliese   | Contratado pelo Ituano      | 21 de julho    | Ceará 2–1 Icasa               | 12.ª | 16.º | Leandro Sena[a7]        | [ 71 ] [ 72 ]   |
| Sampaio Corrêa | Flávio Araújo       | Resignado                   | 22 de julho    | Bragantino 0–1 Sampaio Corrêa | 12.ª | 7.º  | Lisca                   | [ 73 ] [ 74 ]   |
| Oeste          | Francisco Diá       | Demitido                    | 23 de julho    | Atlético-GO 4–2 Oeste         | 12.ª | 17.º | Luís Carlos Martins     | [ 75 ] [ 76 ]   |
| Bragantino     | Mazola Júnior       | Demitido                    | 27 de julho    | Boa Esporte 2–1 Bragantino    | 13.ª | 19.º | PC Gusmão               | [ 77 ] [ 78 ]   |
| Portuguesa     | Marcelo Veiga       | Demitido                    | 30 de julho    | Portuguesa 0–0 Oeste          | 14.ª | 18.º | Silas                   | [ 79 ] [ 80 ]   |
| Náutico        | Sidney Moraes       | Demitido                    | 11 de agosto   | Santa Cruz 3–0 Náutico        | 15.ª | 15.º | Dado Cavalcanti[a8]     | [ 81 ] [ 82 ]   |
| Oeste          | Luís Carlos Martins | Resignado                   | 20 de agosto   | Náutico 3–2 Oeste             | 17.ª | 18.º | Roberto Cavalo          | [ 83 ]          |
| Vasco          | Adílson Batista     | Demitido                    | 30 de agosto   | Vasco 0–5 Avaí                | 19.ª | 5.º  | Joel Santana[a9]        | [ 84 ] [ 85 ]   |
| Icasa          | Leandro Sena        | Demitido                    | 30 de agosto   | Boa Esporte 2–0 Icasa         | 19.ª | 17.º | Vladimir de Jesus       | [ 86 ]          |
| Paraná         | Claudinei Oliveira  | Contratado pelo Atlético-PR | 3 de setembro  | Paraná 0–0 Sampaio Corrêa     | 20.ª | 12.º | Ricardinho[a10]         | [ 87 ]          |
| Atlético-GO    | Hélio dos Anjos     | Demitido                    | 3 de setembro  | Atlético-GO 0–3 Boa Esporte   | 20.ª | 13.º | Wagner Lopes            | [ 88 ] [ 89 ]   |
| América-RN     | Oliveira Canindé    | Demitido                    | 10 de setembro | América-RN 0–1 Oeste          | 21.ª | 16.º | Marcelo Martelotte      | [ 90 ] [ 91 ]   |
| Portuguesa     | Silas               | Demitido                    | 11 de setembro | Santa Cruz 1–0 Portuguesa     | 21.ª | 19.º | Vágner Benazzi[a11]     | [ 92 ] [ 93 ]   |
| América-MG     | Moacir Júnior       | Demitido                    | 13 de setembro | América-MG 0–2 Boa Esporte    | 22.ª | 8.º  | Givanildo Oliveira[a12] | [ 94 ] [ 95 ]   |
| Vila Nova      | Márcio Goiano       | Resignado                   | 13 de setembro | Avaí 2–1 Vila Nova            | 22.ª | 20.º | Christian Lauria[a6]    | [ 96 ] [ 97 ]   |
| ABC            | Zé Teodoro          | Demitido                    | 17 de setembro | ABC 0–2 Ponte Preta           | 23.ª | 13.º | Moacir Júnior[a13]      | [ 98 ] [ 99 ]   |
| Santa Cruz     | Sérgio Guedes       | Demitido                    | 18 de setembro | Luverdense 2–1 Santa Cruz     | 23.ª | 12.º | Oliveira Canindé[a14]   | [ 100 ] [ 101 ] |
| Vila Nova      | Christian Lauria    | Remanejado                  | 1 de outubro   | Vila Nova 1–5 Ceará           | 27.ª | 19.º | Wladimir Araújo         | [ 102 ]         |
| Luverdense     | Júnior Rocha        | Demitido                    | 13 de outubro  | Luverdense 0–2 Paraná         | 29.ª | 12.º | Maico Gaúcho (interino) | [ 103 ] [ 104 ] |
| América-RN     | Marcelo Martelotte  | Demitido                    | 13 de outubro  | América-RN 2–2 Sampaio Corrêa | 29.ª | 17.º | Roberto Fernandes       | [ 105 ]         |
| Portuguesa     | Vágner Benazzi      | Demitido                    | 18 de outubro  | Portuguesa 0–3 Ponte Preta    | 30.ª | 20.º | José Augusto            | [ 106 ]         |
| Sampaio Corrêa | Lisca               | Demitido                    | 20 de outubro  | Sampaio Corrêa 1–1 Náutico    | 30.ª | 9.º  | Vinícius Saldanha       | [ 107 ]         |
| Ceará          | Sérgio Soares       | Resignado                   | 22 de outubro  | Icasa 2–1 Ceará               | 31.ª | 5.º  | PC Gusmão               | [ 108 ] [ 109 ] |
| ABC            | Moacir Júnior       | Resignado                   | 22 de outubro  | Joinville 3–0 ABC             | 31.ª | 15.º | Roberto Fonseca         | [ 110 ] [ 111 ] |
| Bragantino     | PC Gusmão           | Contratado pelo Ceará       | 23 de outubro  | Sampaio Corrêa 3–0 Bragantino | 31.ª | 14.º | André Gaspar (interino) | [ 109 ] [ 112 ] |

Notas
- A1 ^  Partida válida pela Copa do Brasil.
- A2 ^  Sérgio China dirigiu o time interinamente na 4.ª rodada.
- A3 ^  Galeguinho dirigiu o time interinamente na 5.ª rodada e Gérson Sodré na 6.ª rodada.
- A4 ^  André Gaspar dirigiu o time interinamente da 7.ª a 10.ª rodada.
- A5 ^  Raul Cabral dirigiu o time interinamente da 8.ª a 10.ª rodada.
- A6 ^  Christian Lauria dirigiu o time interinamente na 9.ª, 10.ª e 23.ª rodada.
- A7 ^  Gustavo Scarlese dirigiu o time interinamente na 13.ª rodada.
- A8 ^  Levi Gomes dirigiu o time interinamente em partida adiada da 5.ª rodada.
- A9 ^ Jorge Luiz dirigiu o time interinamente na 20.ª rodada.
- A10 ^ Luciano Gusso dirigiu o time interinamente na 21.ª rodada.
- A11 ^  José Augusto dirigiu o time interinamente na 22.ª rodada.
- A12 ^  Claúdio Prates dirigiu o time interinamente na 23.ª rodada.
- A13 ^ Zé do Carmo dirigiu o time interinamente na 24.ª rodada.
- A14 ^ Adriano Teixeira dirigiu o time interinamente na 24.ª rodada.

## Premiação
| Campeonato Brasileiro 2014 Série B           |
| Santa Catarina                               |
| -------------------------------------------- |
| Joinville Esporte Clube Campeão (1.º título) |